# نام‌های ایران

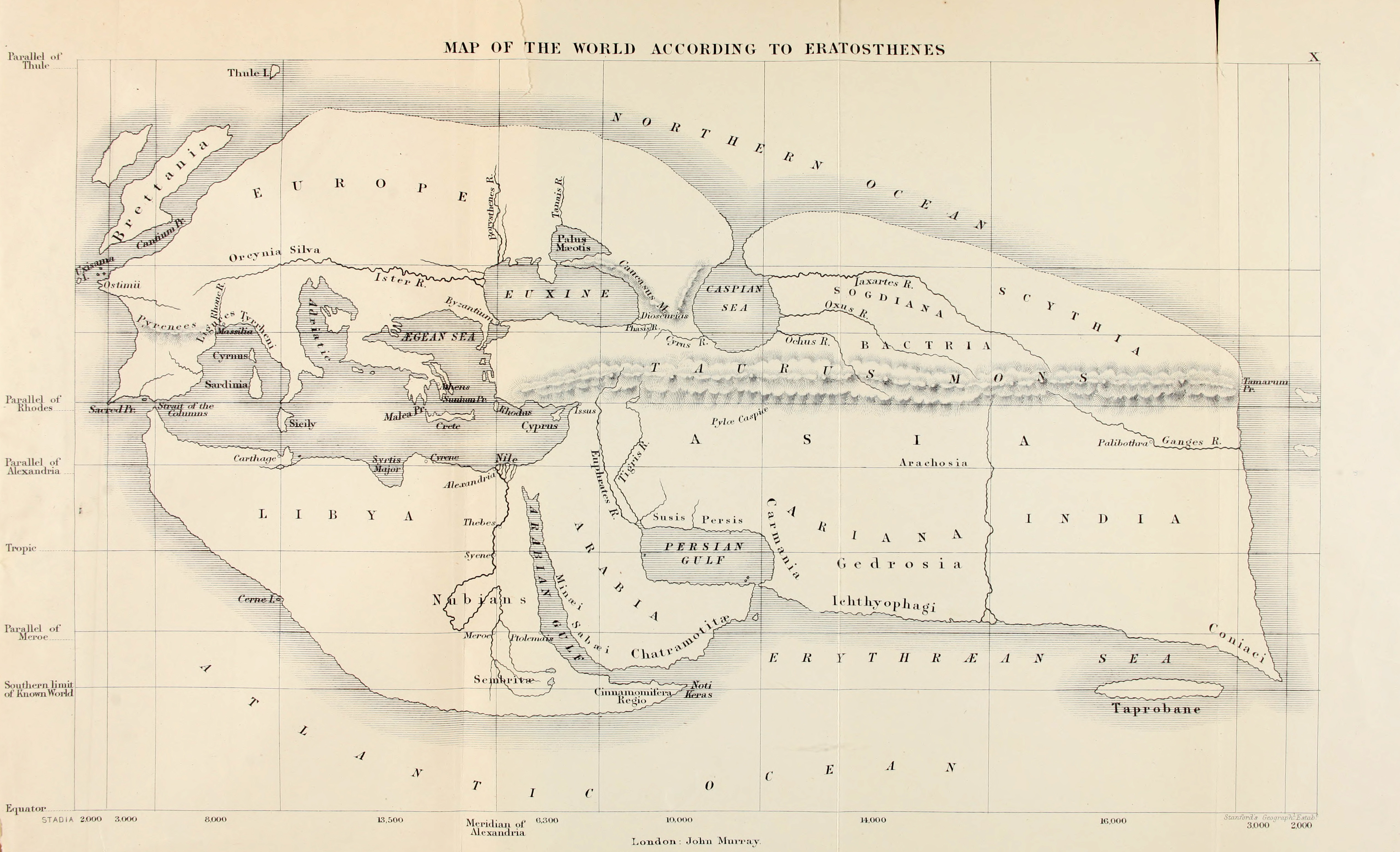
بازسازی مدرن نقشه جهان باستان اراتوستن از سال ۲۰۰ پیش از میلاد، با استفاده از نام‌های آریانا و پرسیس

ایران و پارس در طول تاریخ از نام‌های مورد استفاده برای نامیدن کشور ایران بوده‌اند. در جهان غرب، پارس (یا یکی از مشتقات آن) از نظر تاریخی نام رایج ایران بوده است. در سنت عربی‌نویسیِ کلاسیک و نوشته‌های متأثر از آن، از عباراتی مانند «بلاد فارس»، «بلاد فُرس»، «بلاد عجم» و… هم برای نامیدنِ ایران استفاده شده است.
واژه ایران به عنوان یک درون‌نام، دارای پیشینه‌یِ کاربردی و تاریخی است که از گذشته توسط ساکنین جغرافیای ایران برای نامیدن سرزمین‌شان مورد استفاده قرار گرفته است. در مقابل این واژه، برون‌نام‌هایی نیز برای نامیدن این سرزمین در دیگر زبان‌ها وجود دارد. مهم‌ترین این برون‌نام‌ها، مشتق‌های برآمده از واژهٔ یونانیِ پرسیس (یونانی: Περσίς، لاتین‌نویسی: Persís) هستند (مانند Persia در انگلیسی) که در جهان غرب مورد استفادهٔ غربی‌ها قرار گرفته‌اند.
واژه ایران از واژه پارسی میانه ایران (با یای مجهول، پهلوی کتیبه‌ای: 𐭠𐭩𐭫𐭠𐭭) و پارتی (پهلوی) آریان (پارتی کتیبه‌ای: 𐭀𐭓𐭉𐭀𐭍) آمده است. این واژه در لغت به معنای «ایرها (آریایی‌ها)/ایرانیان» است. تلفظ‌های دیگری از این واژه دست‌کم به حدود هزاره یکم پیش از میلاد بازمی‌گردند و از آنان برای اشاره به مردم ایران بهره گرفته می‌شده اما استفاده از آن برای اشاره به یک سرزمین جغرافیایی و یک واحد سیاسی، از سده سوم میلادی و دوره شاپور یکم ساسانی آغاز شد. «انیران» متضاد این واژه و به معنای ناایرانی است.
در نوروز سال ۱۹۳۵ (فروردین ۱۳۱۴ خورشیدی)، رضاشاه از دولت‌های خارجی خواست تا در مکاتبات رسمی از عبارت ایران که توسط خود ایرانیان از گذشته استفاده می‌شده، برای کشور استفاده کنند. متعاقباً، صفت رایج برای شهروندان ایران در کشورهای مورد نظر از پرشین به ایرانی تغییر کرد. در سال ۱۹۵۹، دولت محمدرضا پهلوی، اعلام کرد که پرشیا و ایران را می‌توان به جای یکدیگر، در مکاتبات رسمی استفاده کرد. با این حال، این موضوع هنوز مورد بحث است.

## ریشه‌شناسی

### ایران
واژه فارسی ایران به فارسی میانه Ērān، از فارسی باستان -ariya که برابر واژه اوستایی -airiia (ایرانی باستان -arya*) است بازمی‌گردد. این واژه را همهٔ اقوام «آریایی» /هندوایرانی ایران و هند باستان (قس هندوآریایی باستان -arya «آریایی») برای نامیدن خود به کار می‌بردند. صورت اصلی آن را نمی‌توان به درستی بازشناخت، اما با توجه به صفت اوستایی -airiiana «آریایی»، می‌توان آن را برگرفته از صورت اضافی جمع این واژهٔ ایرانی دانست که به سرزمین یا کشور گفته شده است، یعنی -aryānām* حدوداً به معنی «سرزمین آریاها»، aryānām dahyuš یا «شهریاری آریاها» aryānām xsavram* (>فارسی میانه Ērān šahr). این‌که مفهم Īrān < Ērān در آغاز هیچ بار معنایی سیاسی نداشته است، آشکارا از عنوان پادشاهای فارسی میانه šāhān šāh Ērān ud Anērān «شاهنشاه ایران و انیران» (بسنجید با اوستایی -an-airiia و هندوآریایی باستان -an-árya «غیر ایرانی») بر می‌آید؛ به همین ترتیب اصطلاحاتی چون Ariya čiça «نژاد آریایی» در فارسی باستان و عبارت ایلامی کتیبهٔ داریوش بزرگ در بیستون (بندهای 62-63): d.na-ap v.Har-ri-ya-na-um ایلامی (=فارسی باستان Ariyānām*) «خدای آریاها» (دربارهٔ اهورامزدا)، نشان دهندهٔ بار نژادی این اصطلاح در دوران باستان است.
نام «ایران» برای نخستین بار در اوستا به‌صورت airyānąm در زبان اوستایی آمده است که یک زبان باستانی ایرانی است که در بخش شمال شرقی ایران بزرگ یا در مناطق کنونی افغانستان، ترکمنستان و تاجیکستان به آن صحبت می‌شده است.
این واژه در دوران هخامنشی دوباره ظاهر می‌شود، جایی که داریوش در نسخه ایلامی سنگ‌نبشته بیستون دوبار از اهورامزدا به‌عنوان nap harriyanam (خدای ایرانیان) یاد می‌کند.
شکل فارسی واژهٔ ایران (Īrān) برگرفته از واژهٔ پارسی میانهٔ Ērān (پهلوی کتیبه‌ای: 𐭠𐭩𐭫𐭠𐭭) است، که نخستین بار در سنگ‌نبشته‌ای که همراه با نقش‌برجسته بنیان‌گذار شاهنشاهی ساسانی، اردشیر بابکان در نقش رستم مشاهده و تأیید شده است. در این سنگ‌نبشته، نام پارسی میانهٔ شاهنشاه ardašīr šāhān šāh-ī ērān است، در حالی که در سنگ‌نبشته پارتی (پهلوی) که با پارسی میانه همراه است، از شاهنشاه باعنوان ardašīr šāhšān šāh-ī aryān یاد می‌شود. هر دو عنوان به‌معنای شاهِ شاهانِ ایرانیان است.
نام ēr- و ary- در ērān و aryān، برگرفته از واژه کهن *arya- (پارسی باستان airya-، اوستایی airiia-، و غیره)، به معنی «آریایی»، و معنای دیگر «ایرانی‌ها» است. این اصطلاح به عنوان تعیین‌کننده قومی در کتیبه‌های هخامنشیان و در اوستای مزدیسنا تصدیق شده است و «بسیار محتمل» به‌نظر می‌رسد که در کتیبه اردشیر، ārān هنوز این معنی را حفظ کرده است.
علیرغم این استفاده کتیبه‌ای از ērān برای اشاره به اقوام ایرانی، استفاده از ērān برای اشاره به امپراتوری (و anērān/انیران متضاد برای اشاره به سرزمین‌های روم) نیز در اوایل دوران ساسانیان تأیید شده است. هر دو واژه ērān و anērān در متن تقویم سده ۳ نوشته شده توسط مانی استفاده می‌شوند. در کتیبه‌ای از جانشین و پسر اردشیر، ، شاپور یکم «ظاهراً شامل مناطق ایران مانند ارمنستان و قفقاز است که عمدتاً ایرانیان در آن سکونت نداشتند». در کتیبه‌های کرتیر (که سی‌سال پس از شاپور نوشته شده است)، کاهن اعظم همان مناطق (به‌همراه گرجستان، آلبانی، سوریه و پونتوس) را در فهرست استان‌های متضاد انیران/Anērān قرار داده است.
ایران (Ērān) همچنین در نام شهرهایی که توسط شاهنشاهان ساسانی تأسیس شده‌اند، به‌عنوان مثال در Ērān-xwarrah-šāhbuhr به معنی «افتخار ایران شاپور» استفاده شده. همچنین در عناوین افسران دولتی مانند "ārān-āmārgar «فرمانده کل ایران» آمده است.

### پارس

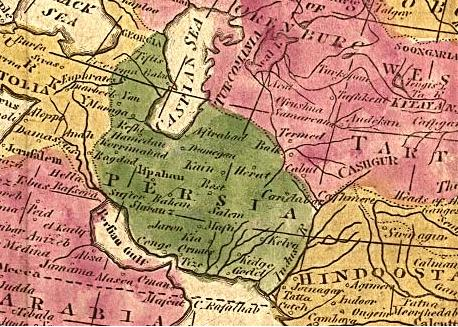
یک نقشهٔ بریتانیایی مربوط به سال ۱۸۰۸ میلادی، در این نقشه از واژه پرشیا استفاده شده است.

یونانیان در سده پنجم پیش از میلاد از صفت‌هایی مانند پرسیس (یونانی: Περσίς، لاتین‌نویسی: Persís)، پرسیکه (Περσική، ل: Persikḗ) و پرسس (Πέρσης، ل: Pérsēs) برای اشاره به امپراتوری پهناور کوروش بزرگ استفاده می‌کردند که به «کشور» معنی شده است.
چنین واژگانی از واژه پارس (خط میخی هخامنشی: 𐎱𐎠𐎼𐎿، لاتین‌نویسی: Pārsa) در زبان پارسی باستان گرفته شده است. نام افرادی که کوروش بزرگ از دودمان هخامنشی از آن‌ها نشأت گرفته و نخستین بار پیش از فتح دیگر سرزمین‌ها بر آن‌ها فرمانروایی کرده است.
در قسمت‌هایی از کتاب مقدس، جایی که نام این امپراتوری به‌طور مکرر ذکر شده است (کتاب‌های استر، دانیل، عزرا و نحمیا)، به آن پارس (عبری توراتی: פרס، لاتین‌نویسی: Paras‎) و گاهی پارس و ماد (פרס ומדי، Paras u Madai) گفته می‌شود.
بر اساس کتاب اسناد نام خلیج فارس (صفحه‌های ۲۲ تا ۳۶) اعراب نیز از ایران و شاهنشاهی پارس (ساسانی) به عنوان سرزمین پارس (عربی: بلاد فارس) و به عبارت دیگر سرزمین‌های پرشیا نام برده‌اند. نام رایج این سرزمین در ادبیات و نوشتارهای مسلمانان نیز از بلاد عجم (عربی: بلاد عجم) به عنوان معادل یا مترادف پرشیا استفاده می‌کردند. مردم ترک از بلاد عجم که تقریباً از قدیمی‌ترین متون که به عربی باقی‌مانده بود استفاده می‌کردند، در قرآن و دوران جاهلیت نیز از عجم برای اشاره به پرشین استفاده می‌شد. در نوشته‌های عربی و تُرکیِ قرونِ میانه، نام ایران نیز دیده می‌شود.
ریشه‌شناسی یونانی این نام را به پرسئوس، شخصیت افسانه‌ای در اساطیر یونانی متصل کرده‌اند. هرودوت این داستان را بازگو می‌کند که پارسیان نام خود را از فردی به نامِ پرسس گرفته‌اند.
فرضیه دیگری مطرح است که واژه پرسه و واژه آراتا، مربوط به یک جغرافیا هستند. واژه ایران از واژه کهن‌تری بنام ارتئیان گرفته شده که واژه آراتا نیز با آن پیوند دارد. در منابع کهنی مانند نوشته‌های سومری و اکدی، به آراتا و تمدن آرته و ارتئیان اشاره‌شده است؛ همچنین هرودوت که در کتابش آورده است که پارسیان در گذشته خود را Artaians یا Artaioi می‌خوانده‌اند. از این رو شاید ارتّه و پَرَشی یکسان و در منطقه جنوب شرقی ایران و خرابه‌های تمدن جیرفت کنونی بوده است؛ یعنی ارتّه زیستگاه اصلی آریایی‌های نخستین بوده است و اراتا نام دیگر جغرافیای پارس بوده است.

## پیشینهٔ واژهٔ ایران

### پیش از اسلام

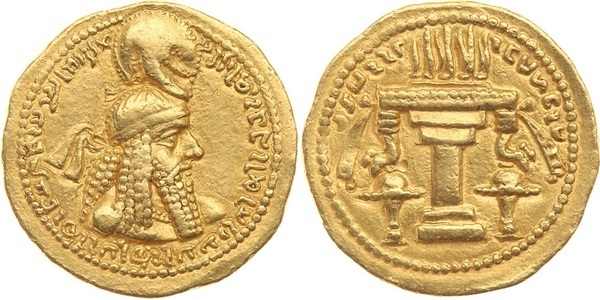
نام ایران (پهلوی کتیبه‌ای: 𐭠𐭩𐭫𐭠𐭭) روی دیناری از اردشیر بابکان، بنیان‌گذار شاهنشاهی ساسانی. متن کامل کتیبه پهلوی روی سکه: «مزداپرست، خدایگان اردشیر شاهنشاه ایران که چهر (تبار) از ایزدان دارد.»

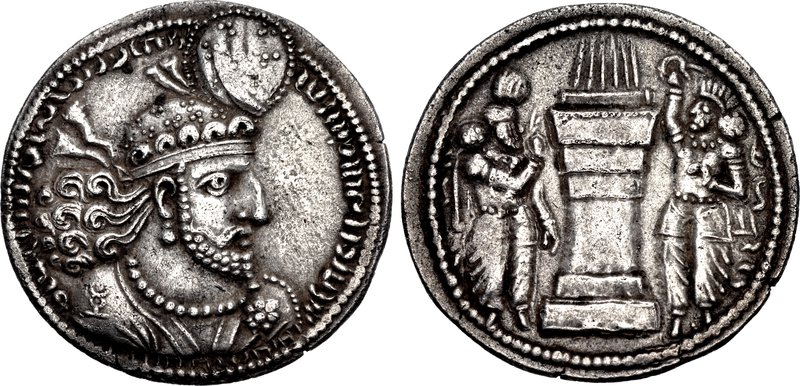
نام‌های ایران (𐭠𐭩𐭫𐭠𐭭) و انیران (𐭠𐭭𐭩𐭥𐭠𐭭) روی درهمی از هرمز یکم، نوه اردشیر و سومین شاهنشاه ساسانی. متن کامل کتیبه روی سکه: «مزداپرست، خدایگان هرمز شاهنشاه ایران و انیران که چهر از ایزدان دارد.»

گرچه استفاده از «ایرانی» به دوران اوستایی بازمی‌گردد، اما نخستین استفاده از شکل کنونی آن در سنگ‌نبشته نقش‌رستم اردشیر یکم ساسانی دیده شده است. شاپور یکم، فرزند و جانشین اردشیر، پس از گسترش مرزهای شاهنشاهی و فتح سرزمین‌های غیرایرانی، خود را «شاهنشاه ایرانیان و انیرانیان» خواند که این عناوین تا سقوط شاهنشاهی ساسانی توسط تمام جانشینان او به‌کار رفت.

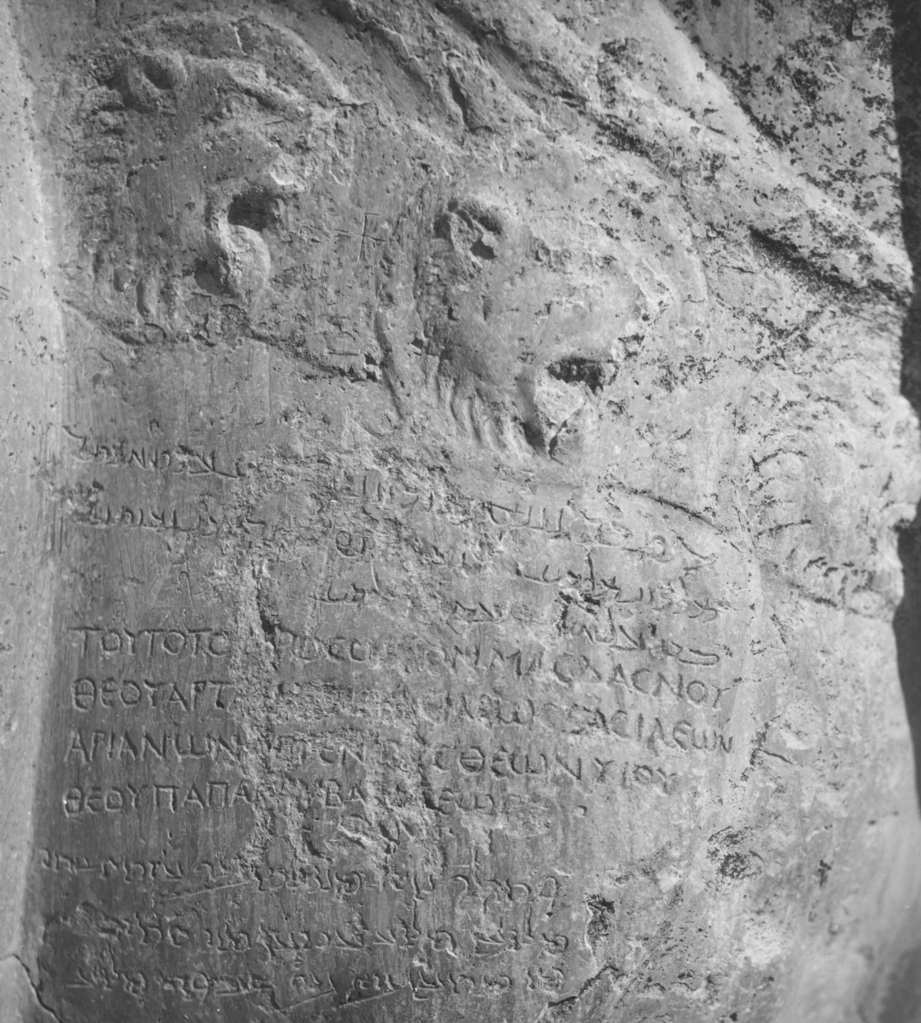
سنگ‌نوشته اردشیر بابکان در نقش رستم

با وجود اینکه ایران در ادبیات ساسانی به مردمان ایرانی اشاره دارد، در همان نوشته‌های نخستین ساسانی از آن به‌عنوان یک نام جغرافیایی نیز استفاده شده است. در سنگ‌نوشته شاپور یکم بر کعبه زرتشت، وی شاهنشاهی خود را به دو بخش «ایران» و «انیران» تقسیم کرده است. همچنین شاپور یکم شاهنشاهی خود را «ایران‌شهر» (پهلوی کتیبه‌ای: 𐭠𐭩𐭥𐭠𐭭𐭱𐭲𐭥𐭩، کتابی: ، پارتی کتیبه‌ای: 𐭀𐭓𐭉𐭀𐭍𐭇𐭔𐭕𐭓 لاتین‌نویسی: Ērānshahr) نامیده که تمام قلمروی او، صرف نظر از ایرانی بودن یا نبودن، را شامل می‌شده است.

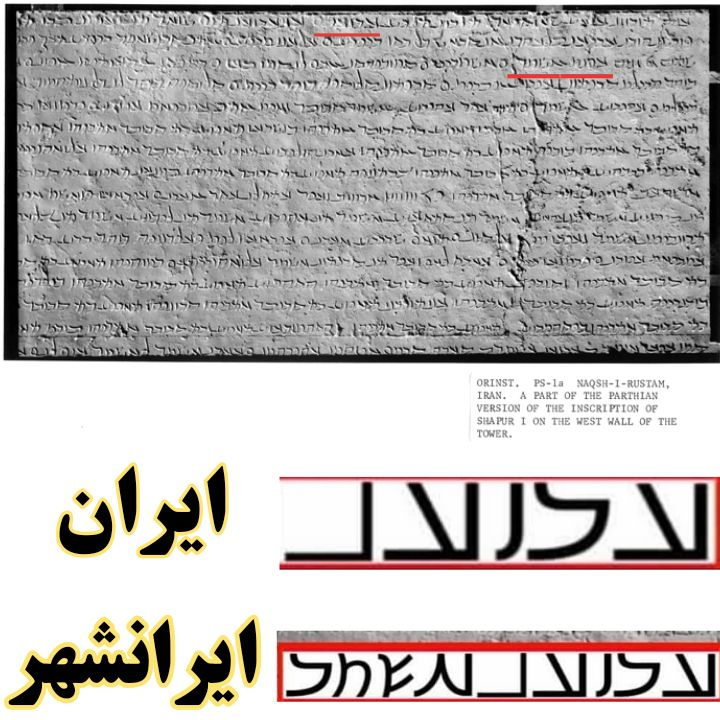
کتیبهٔ شاپور یکم در کعبه زرتشت (مذکور در بند پیشین) که در آن، سرزمین شاپور، ایران و ایران‌شهر خوانده‌شده است.

در یک سنگ‌نبشته که سی‌سال پس از شاپور که توسط کرتیر حک شده است، واژه «انیران‌شهر» (𐭠𐭭𐭩𐭥𐭠𐭭𐭱𐭲𐭥𐭩) نیز به چشم می‌خورد؛ درحالی که شاپور ارمنستان و قفقاز را بخشی از «ایران» قلمداد کرده بود، کرتیر آن سرزمین‌ها را در «انیران» دسته‌بندی کرده است که دلیل آن می‌تواند زرتشتی نبودن این سرزمین‌ها باشد. در کتاب‌چه متأخر «شهرستان‌های ایران‌شهر»، شمال آفریقا و عربستان که در دوران پسین توسط شاهنشاهان ساسانی فتح شده بودند نیز بخشی از ایران‌شهر به حساب آمده‌اند.
نرسه، هفتمین شاه ساسانی در کتیبه پایکولی، شاهِ شاهانِ ایران نامیده شده است.

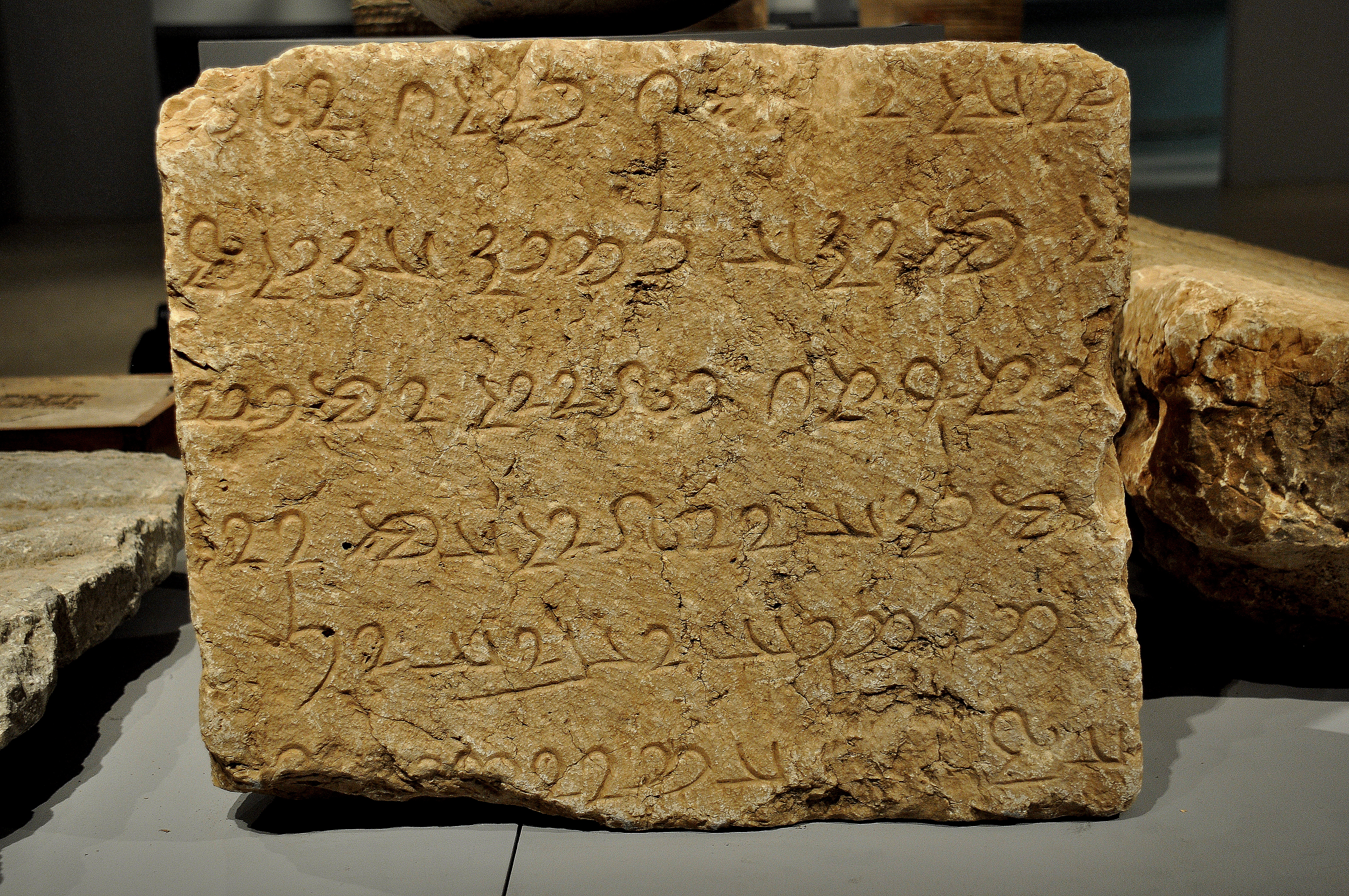
سنگ‌نوشته فارسی میانه در پایکولی

ضمنِ وجودِ هر دو واژهٔ ایران و انیران در نوشته‌های مانی، واژه «ایران» در زمان ساسانیان را می‌توان در نامِ اشخاصی مانند «ایران‌گُشنَسپ» یا شهرهایی مانند Ērān-xwarrah-šābuhr، به‌معنای شکوهِ ایرانِ شاپور نیز دید.
«ایران آمارگر»، «ایران دبیربِد»(دیوان‌دار) «ایران سپاه‌بد» (ارتشبدِ لشکر)، «ایران هَمبارَگبِد» (سرپرست انبار)، «ایران درست‌بِد» (جراح)، از جمله مناصبی هستند که نام ایران در آن‌ها به کار رفته است.
از آنجایی که ایران‌شهر در نوشته‌های پیشاساسانی پیدا نشده است، تاریخ‌دانان اینگونه برداشت می‌کنند که این مسئله یکی از ابتکارات ساسانیان بوده است. در نگارش یونانی سنگ‌نبشته سه زبانه شاپور یکم، «شهر» که به معنای «شاهنشاهی» (امپراتوری) است، ethnous ترجمه شده که در یونانی باستان به معنای «ملت» به‌کار می‌رود. هرچند، ایده یک ملت ایرانی برای یونانیان مسئله تازه‌ای نبود. هردوت، تاریخ‌نگار معروف یونانی در تواریخ خود می‌نویسد که «مادها را Arioi(آریایی) می‌نامند» که این مرتبط (و چه بسا یکسان طبق ساختار آواییِ زبان یونانی) با واژه «ایرانی» است.
ایرانیانِ پساهخامنشی، واژه ایران را به هخامنشیان نیز نسبت‌دادند. برای نمونه، ارداویراف‌نامه در شرحِ حمله اسکندر مقدونی به ایران، لفظ ایران را برای هخامنشیان به‌کار برده است.
استرابون در سده یکم پیش از میلاد، به نوشته‌های اراتوستن، از نویسندگان یونانی معاصر اسکندر، ارجاع می‌دهد که «در سرزمین‌های شمال سند، آریانا گسترده است که شامل بخش‌هایی از پارس، ماد، بلخ و سغد می‌شود؛ زیرا این مردمان همگی به زبانی تقریباً یکسان صحبت می‌کنند.» داماسکیوس از اودموس رودسی نقل می‌کند که «مغ‌ها و همه آن‌ها تبار ایرانی (áreion) دارند.» دیودور سیسیلی، تاریخ‌نگار هم عصر سزار و آگوستوس، زرتشت را یکی از ایرانی‌ها (Arianoi) توصیف می‌کند.

### پس از اسلام
برتولد اشپولر در کتاب «ایران در اوایل دورهٔ اسلامی» می‌گوید ایران واقعاً یک واحد سرزمینی یک‌پارچه و معین نبود و اطلاعاتی که تا امروز باقی مانده‌اند، نه واضح هستند و نه از دقت کافی برخوردارند که بفهمیم مرزهای ایران کدام مناطق بوده است و تنها می‌شود به تصویری ذهنی و حدودی اکتفا کرد. برخی مرزهای طبیعی مثل زاگرس و امتداد آن در قفقاز را می‌شود منطبق با مرزهای ایران پس از اسلام دانست. اران، ارمنستان و آذربایجان نیز تا کنارهٔ بیلقان و دربند، در ساحل غربی خزر، جزئی از این نواحی بود. در کرانه‌های جنوبی دریای مازندران، سرزمین‌های دیلم، گیلان و مازندران از لحاظ سیاسی، چه پیش از اسلام و چه پس از اسلام، دارای استقلال بودند ولی از نظر جغرافیایی بخشی از ایران به‌شمار می‌آمدند. از گوشهٔ جنوب‌شرقی دریا به بعد مسیری گنگ است و نمی‌توان مرز مشخصی برای ایران در این ناحیه مشخص کرد. بستر رودخانه‌هایی همچون اوزبوی، اترک، آمودریا را می‌توان مرز شمال‌شرقی ایران دانست. عرب‌های فاتح ایران مرز شرقی خود را مروالرود می‌دانستند. بادغیس و بوشنگ در دست یک وَزُرگ اداره می‌شد. پیش از اسلام، در هرات (در دست هپتالیان)، جوزجان، طالقان و فاریاب (در تخارستان) شرایط کاملاً نامشخص بود و معلوم نیست در هر زمان چه کسی بر چه چیزی حکومت می‌کرد. با فتوحات قتیبة بن مسلم این امر تغییر یافت و از نظر سیاسی، تا خاوری‌ترین نقاط جزئی از خلافت اسلامی شد. خوارزم نقطه‌ای دورافتاده بود که شاهانش با حاکمان مسلمان دوستی داشتند و ماورالنهر، تخارستان و فرغانه و همچنین شمال افغانستان امروزی (به مرکزیت بلخ) جزئی از فتوحات و قلمرو اسلامی بودند و در گسترهٔ ایران جای گرفتند. چینی‌ها پس از کاهش قدرت ترک‌های آسیای میانه، به غرب حرکت خود را ادامه دادند و تا چاچ، فرغانه، سمرقند و بخارا پیش آمدند ولی در نبردی پنج روزه، عقب رانده شدند و در حوالی رود طراز ایستادند. در زمان امپراتوری تانگ منطقه سغد به دست خلافت افتاد. در پایان قرن هشتم میلادی عرب‌ها با تبت نیز بر سر مرزها می‌جنگیدند. مرزهای ترکستان و فرارود با ایران در حوالی سیردریا و طراز، در زمان سامانیان تثبیت شد و بدخشان ناحیه‌ای مرزی بود. مرز خراسان در خجستان، سیستان در بُست، کرمان در دریاچه و رود مشکل، شرقی‌ترین نواحی بودند که ایران نامیده می‌شدند. مکران و بلوچستان تا ۹۲۵ میلادی مسلمان نشده بودند و جزئی از ناحیه سند به‌شمار می‌آمدند. در کرانهٔ شمالی خلیج فارس، اعراب ساکن شده بودند و رفت و آمد و ارتباط با کرانهٔ مقابل عربی همیشه بسیار پویا بود و ادامه داشت. مرز از دهانه فرات و دجله (شط العرب) به شرق واسط تا غرب اهواز می‌رسید و این بخشی از ایران محسوب می‌شد تا به امتداد خط الراس کوه‌های زاگرس بپیوندد.

#### سده‌های نخست

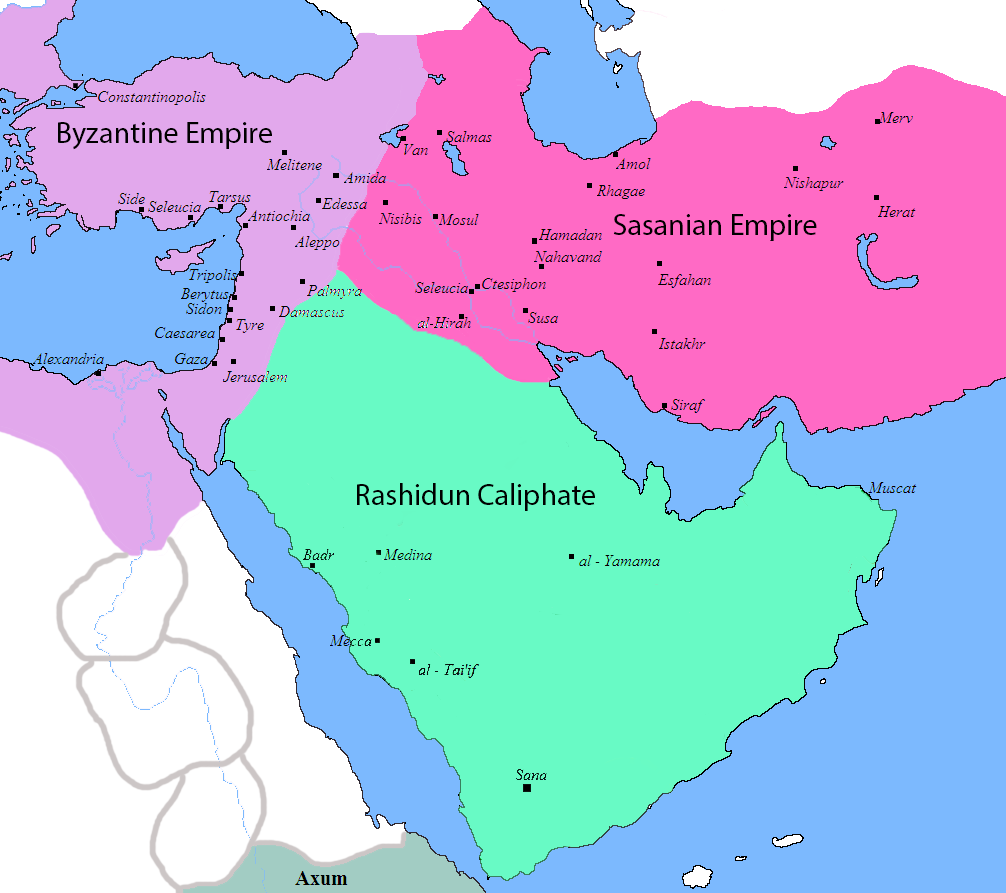
مرزهای ایران‌شهر، امپراتوری بیزانس و خلافت راشدین پیش از آغاز فتوحات مسلمانان

برای فاتحان مسلمان، واژه‌های ایران و ایران‌شهر واژگان آشنایی نبودند و آن‌ها در عوض از «العجم» و «الفرس» (پارسیان) برای اشاره به سرزمین‌های ایرانی غربی، مناطقی که تقریباً امروزه برای با کشور کنونی ایران است، استفاده می‌کردند. نکته دیگری که در این مسئله اثرگذار بود، این بود که ایران و ایران‌شهر برای مسلمانان یادآور زرتشتیان و ساسانیانی بود که آن‌ها را شکست داده بودند. در واقع با وجود اینکه آغوش مسلمانان برای سنن ایرانی که می‌توانست برایشان سودمند باشد باز بود، آن‌ها هیچ روی خوشی به بار ملی و مذهبی‌ای که در «ایران» وجود داشت، نشان نمی‌دادند. در کنار این‌ها، واژه «انیران» که مسلمانان را نیز در بر می‌گرفت نیز وجود داشت که نمی‌توانست برای آورندگان دین جدید خوشایند باشد.
با ظهور عباسیان در میانه‌های سده هشتم میلادی و پایان سیاست‌های اموی مبنی بر برتری اعراب نسبت به سایر مردمان، هویت ایرانی نیز رفته رفته رو به احیا شدن گذاشت. نمود این مسئله را می‌توان در انتقال پایتخت از شام به میان‌رودان جایی که بیش از هزار سال پایتخت شاهنشاهی ایران بود و میراث بزرگ ایرانی‌ای را به دوش می‌کشید دید. همچنین با سقوط بنی‌امیه، در بسیاری از مناطق ایران شرقی حکومت‌های خودگردانی نظیر طاهریان، صفاریان و سامانیان، و حکومت‌های زیاری، آل کاکویه و آل بویه در غرب و مرکز ایران، سر برآوردند. این دولت‌ها از واژه «ایران» به عنوان نشانی از پیوند خود با شاهنشاهان باستانی ایرانی استفاده می‌کردند؛ چنانچه که در نهایت حتی عنوان «شاهنشاه» نیز توسط امرای آل‌بویه مورد استفاده قرار گرفت. این سلسله‌ها با فضایی که به اهل قلم دادند، زمینه‌ساز احیای ایده ایران شدند.
مثلاً جنبش ادبی شعوبیه در آن سال‌ها عامل مهمی در رستاخیزِ مفهومِ ایران بود. این جنبش ادبیِ نسبتاً عرب‌ستیز که توسط ایرانیان برپاشده‌بود، به برتری عجم بر عرب می‌پرداخت، زبان فارسی را گرامی می‌داشت، شاهان ایران باستان را ستایش می‌کرد و صفاتی مانند سوسمارخوار و موش‌خوار به اعرابِ فاتح می‌داد.

موقعیت جغرافیایی دودمان‌های ایرانی در پایان سده دهم میلادی

از آنجایی که مسلمانان به بخش‌های غربی ایران بلاد فارس می‌گفتند و ایرانیان نیز آن را معادل عربی نام ایران در نظر می‌گرفتند، در برخی مواردِ نخستین سده‌های اسلامی، نظیر کتاب تاریخ سیستان که از ایران به عنوان یکی چهار بخش ایران‌شهر یاد می‌کند، دیده شده که واژه ایران در همان معنای اسلامی آن، یعنی سرزمین‌های ایرانی غربی به کار رفته است. گرچه هیچ‌گاه این دیدگاه نتوانست رقیبی بر بار معنایی کلاسیک ایران، یعنی تمام سرزمین‌هایی که مردمان ایرانی در آن‌ها زندگی می‌کنند، تبدیل شود.
استفاده از واژه ایران در مفهوم ساسانی آن، یعنی اشاره به گروهی از مردم و نه به یک کشور، در نوشته‌های زرتشتی سده‌های اسلامی نیز دیده می‌شود. در دینکرد، یک کتاب مزدایی مربوط به سده نهم میلادی، از ایران برای اشاره به مردم ایرانی و از انیران برای اشاره به غیر ایرانیان استفاده شده است. در همین کتاب، هر یک از سرزمین‌های ایرانی‌نشین «ēr deh» خوانده شده که صورت جمع آن به صورت ērān dehān است. در «کارنامگ ارتخشیر پاپگان» (کارنامه اردشیر، پسر بابک) که نسخه فعلی آن مربوط به سده نهم میلادی است، از واژه ایران در عناوین لشکری و کشوری، نظیر شاه ایران، ایران سپهبد استفاده شده است و خود کشور ایران‌شهر خوانده شده. در ارداویراف‌نامه در کنار ایران‌شهر، از ērān dahibed نیز استفاده شده است. گرچه چنین استفاده‌هایی، یعنی استفاده از نام ایران برای اشاره به مردم و نه کشور، در نوشته‌های زرتشتی پساساسانی بسیار کمیاب است و معمولاً این واژه به عنوان نام کشور مورد استفاده قرار گرفته است. در بندهشن ērānag نیز به چشم می‌خورد که به معنای سرزمین ایرانی است.
در ادبیات زرتشتی سده‌های میانه، و همچنین ادبیات غیرزرتشتی نخستین سده‌های ورود اسلام به ایران، مزداپرستی و ایرانی بودن مترادف یکدیگر قرار دارند. در نوشته‌های زرتشتی، پیروان ادیان دیگر نه «غیرزرتشتی»، که «غیر ایرانی» نامیده شده‌اند. به عنوان مثال، در ایادگار زریران، واژه ērīh به چشم می‌خورد که به معنای «ایرانی بودن» است و متضاد آن an-ērīh است. همچنین واژه ēr-mēnišnīh، دارای منش ایرانی، نیز دیده می‌شود که an-ēr-mēnišnīh به عنوان متضاد آن در نظر گرفته شده است. البته در همه متون این‌گونه نیست. به عنوان مثال، دینکرد مزداپرستان را «ایرانی‌تر» می‌نامد. نوشته‌های مزدایی قرون اسلامی، ایرانویج را مرکز جهان، یا منطقه‌ای که زرتشت در آن تبلیغ مزداپرستی را آغاز کرد، به تصویر می‌کشند.
مفهوم «ایرانی بودن» در محاکمه افشین در سال ۸۴۰ میلادی نیز دیده می‌شود. به گفته طبری، افشین که حاکم اسروشنه واقع در منطقه سغد و در حدود تاجیکستان امروزی بود، با این اتهام روبرو شد که در تلاش بوده که روح قومی و ملی ایرانی را زنده کند. این گزارش طبری نشان می‌دهد که نه تنها مفهوم ایرانی بودن حتی در میان مسلمانان سده‌های نخست اسلامی زنده بوده است که افرادی در تلاش برای احیای آن بوده‌اند.
مطهر بن طاهر مقدسی در کتاب البد و التاریخ می‌نویسد:"زیباترین و پاک‌ترین و بهترین نقطهٔ زمین، ایران است… طولش از رود بلخ تا رود فرات است و عرضش از دریای آبسکون تا دریای فارس و یمن و مکران و کابل و تخارستان و آذربایجان است. پاک‌ترین زمین به‌خاطرِ اعتدال رنگ مردمش و یکنواختی بدن و سلامت عقلشان؛ چون آنان از سرخیِ رومیان، بدخویی ترکان، زشتی چینیان، کوتاه‌بالاییِ یاجوج و ماجوج ماجوج، سیاهی حبشیان و نابه‌اندامی زنگیان در امان بوده‌اند.» او همچنین می‌افزاید که این ویژگی‌ها سبب ایران‌نامیدنِ این ناحیه شده و واژهٔ ایران در زبان بابلی‌های قدیم به‌معنای قلب و دِل بوده است.

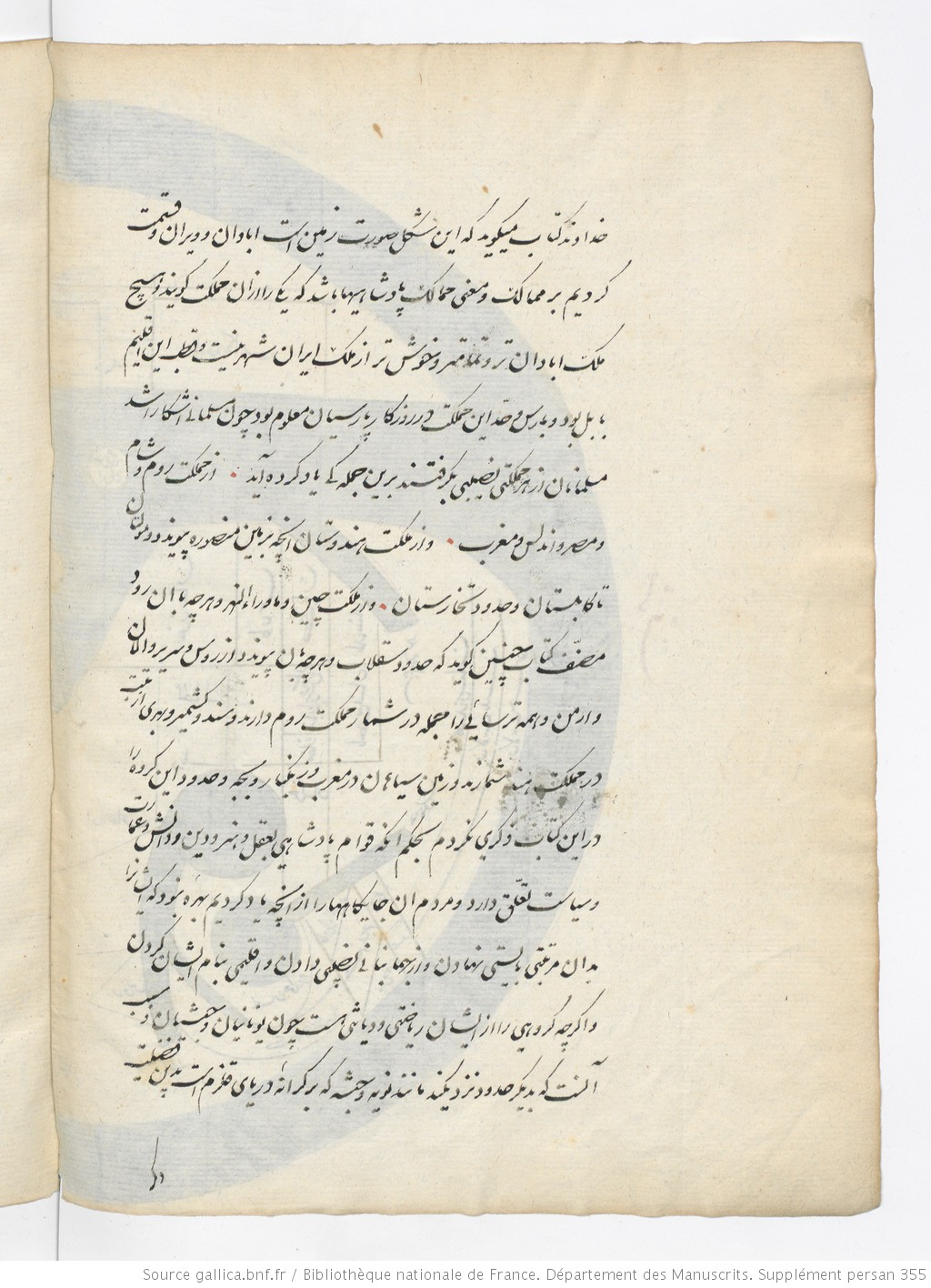
برگی از کتاب مسالک الممالک از ابواسحاق اصطخری که حدود ۱۱۰۰ سال پیش (مقارن با صفاریان و سامانیان و با فاصله‌ای پیرامونِ ۵۳سال از آغاز حکومت غزنویان) می‌زیسته و نوشته است: و هیچ مُلک، آبادان‌تر و تمام‌تر و خوش‌تر از مُلکِ ایران‌شهر نیست و قطبِ این اقلیم، بابِل بود و پارس...

طبق نسخهٔ مجلس از دیوان ابونواس، شاعر قرن دوم هجری، او در یکی از فارسیاتِ (شعری که شاعر به خواست خود درَش از واژگان و عبارت‌های فارسی بهره گرفته‌باشد) خود پیرامون یک ایرانیِ تُرک یا خراسانیِ بت‌پرست (بودایی) می‌سراید:
| و آتشان الوهار |  | وخره ایرانشار |

همچنین در نسخهٔ ایندیاآفیس دربارهٔ شخصی به‌نام بهروز مجوسی سروده است:
| وخره ایرانشار |  | بمعقد الزنار |

واژهٔ ایرانشار، همان ایران‌شهر است.

#### غزنویان
شاهان غزنوی نیز مانند سامانیان به اندازه‌ای تحت تأثیر ایران قرارگرفتند و به شجره‌نامه‌سازی براساس شخصیت‌های باستانی ایران تمایل انداختند که جوزجانی می‌نویسد که سبکتگین جزوِ ششمین نسل از فرزندان یزدگرد سوم است. ساخت این شجره‌نامه ناشی از وجود گرایش‌های ایران‌گرایانه بین غزنویان در قرن ۱۱ میلادی بوده است.
فرخی سیستانی در اشعارش، ایران را به عنوان واقعیتِ معاصرش می‌خواند. او سلطان محمود غزنوی را شاه ایران می‌خواند:
| سَرِ شهریارانِ ایران‌زمین      |
| که ایران بدو گشت تازه جوان |

و یا در بیتی دیگر، سلطان محمود را نیز شاه ایران می‌خواند:
| ای برید شاه ایران، از کجا آیی چنین؟  |
| نامه‌ها بهرِ که داری؟ باز کن بگذار هین |

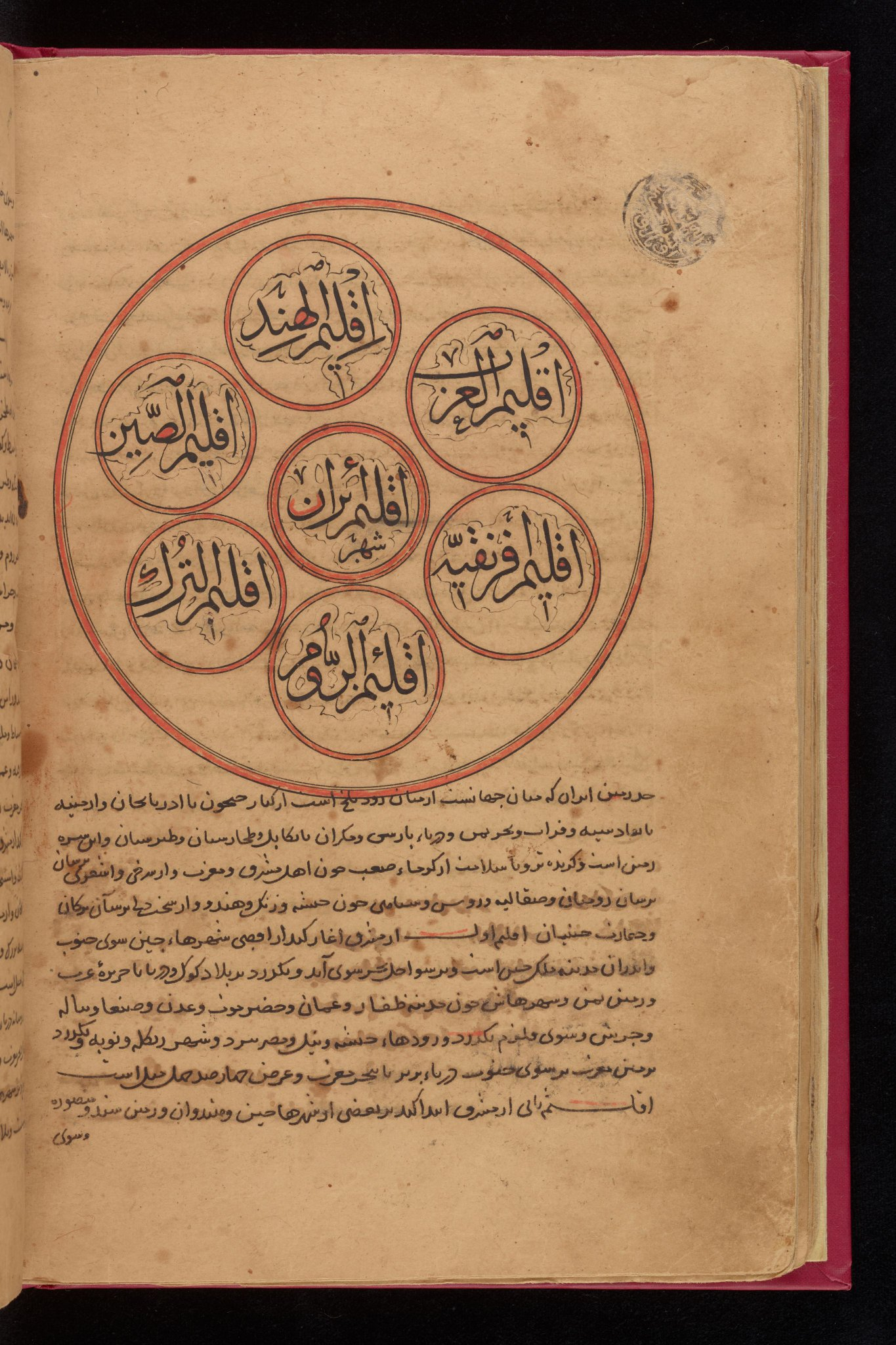
برگی از کتابِ مجمع التواریخ و القصص که ضمنِ اقلیم‌بندیِ جهان در آن نوشته: حد زمین ایران که میان جهان است، از میان رود بلخ است، از کنار جیحون تا آذربایجان و ارمنیه تا به قادسیه، و فرات و بحر یمن و دریای پارس و مکران تا به کابل و تخارستان و تبرستان؛ و این سرهٔ زمین است (بهترین زمین است).

فردوسی که شاهنامه را در بازهٔ زمانی‌ای از روزگار سامانیان تا غزنویان نگاشته است، بیانِ زمانی را می‌کند که رستم فرخ‌زاد (سردار ساسانی) می‌خواهد به جنگ با اعراب برود و نامه‌ای برای برادرش می‌نویسد و در نامه به برادرش می‌گوید:
| سَخُن هرچه گفتم به مادر بگوی |
| نبیند همانا مرا نیز روی    |
| رهایی نیابم سرانجام ازین   |
| خوشا بادِ نوشینِ ایران‌زمین   |

اسدی توسی مانند فرخی سیستانی، مفهومِ ایران را در موردِ زمانِ زیستِ خودش به‌کار می‌برد (مردم زمان خودش را ایرانی خطاب می‌کند) و در گرشاسپ‌نامه در مدحِ شاه ارمنستان می‌سُراید:
| شَهِ اَرمَن و پشت ایرانیان  |
| مَهِ تازیان، تاجِ شیبانیان |

#### سلجوقیان
اندیشه و مفهوم ایران در دوران سلجوقیان نسبت به دیگر حکومت‌ها، کمتر است. گرایش‌های متعصبانهٔ دینی سلجوقیان موجبِ کاهش و کم‌رنگیِ مفاهیمِ نااسلامی شد؛ به اندازه‌ای که برخی ادیبانِ دوران سلجوقی قلم به لعنِ فردوسی و شخصیت‌های باستانی و ایرانی کشیده‌اند. کسانی همچون سیف‌الدین فرغانی، محمد معزی و شاعرِ گم‌نامِ منظومه یوسف و زلیخا، از اسطوره‌های ایرانی به بدنامی و نجاست یادمی‌کنند. اما حتی این موضوع نیز نتوانست به‌کل مانعِ استمرارِ فرهنگیِ مفهوم ایران بشود:
کوش‌نامه و بهمن‌نامه دو حماسهٔ نگاشته‌شده در دوران سلجوقی هستند که به ترتیب، ۱۶۰بار و ۱۰۰بار نام ایران را گفته‌اند و از ایران باستان به نیکی یادکرده‌اند.
اسفزاری در کتاب روضات‌الجنات فی اوصاف مدینه هرات، خواجه نظام‌الملک را وزیر اعظم مملکت ایران خوانده است.
یاقوت حموی که در زمان اواخر حکومت سلجوقی آغاز به مهاجرت کرده‌بود و با حمله‌های مغول، پَس رفت و چندسال بعد کتابِ معجم البلدان را نوشت، بارها در کتابش از عنوان «ایران‌شهر» استفاده کرده است و مرزهای ایران را از سجستان و کرمان تا ارمنستان و آذربایجان و فارس دانسته است.

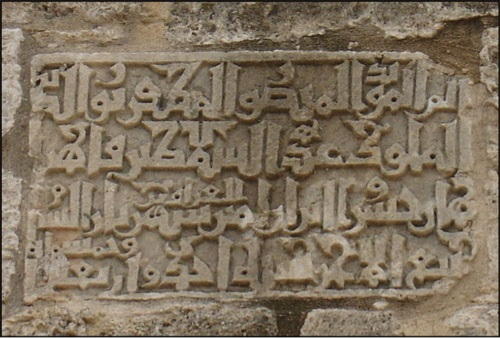
کتیبه نورالدین زنگیِ سلجوقی در سوریه حلب که نوشته است: لم‌الموید المنصور المظفر النورالدین/الملوک عده سلاطین قاهر/ جهان‌خسرویِ ایران، امیرالعراقین، شهریارِ شام/ربیع‌الآخر سنه الاحدی واربعین خمسمایه

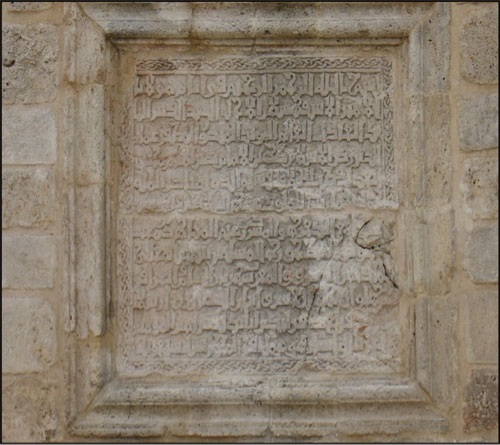
کتیبه واقع در دیوار شرقی زیارتگاه محسن ابن الحسین در حلب سوریه سنگ‌نوشته منسوب به آلپ ارسلان، که در خط دهم نوشته: پهلوانِ جهان، خسرویِ «ایران»، آلب غازی آغ ارسلان.

نظامی گنجوی، شاهِ شروان را شاه ایران می‌داند:
| خاصه ملکی چو شاه شروان   |
| شروان چه که شهریان ایران |

و همچنین در بخش ستایش کرپ‌ارسلانِ سلجوقی، سرزمینِ زمانش را ایران می‌نامد:

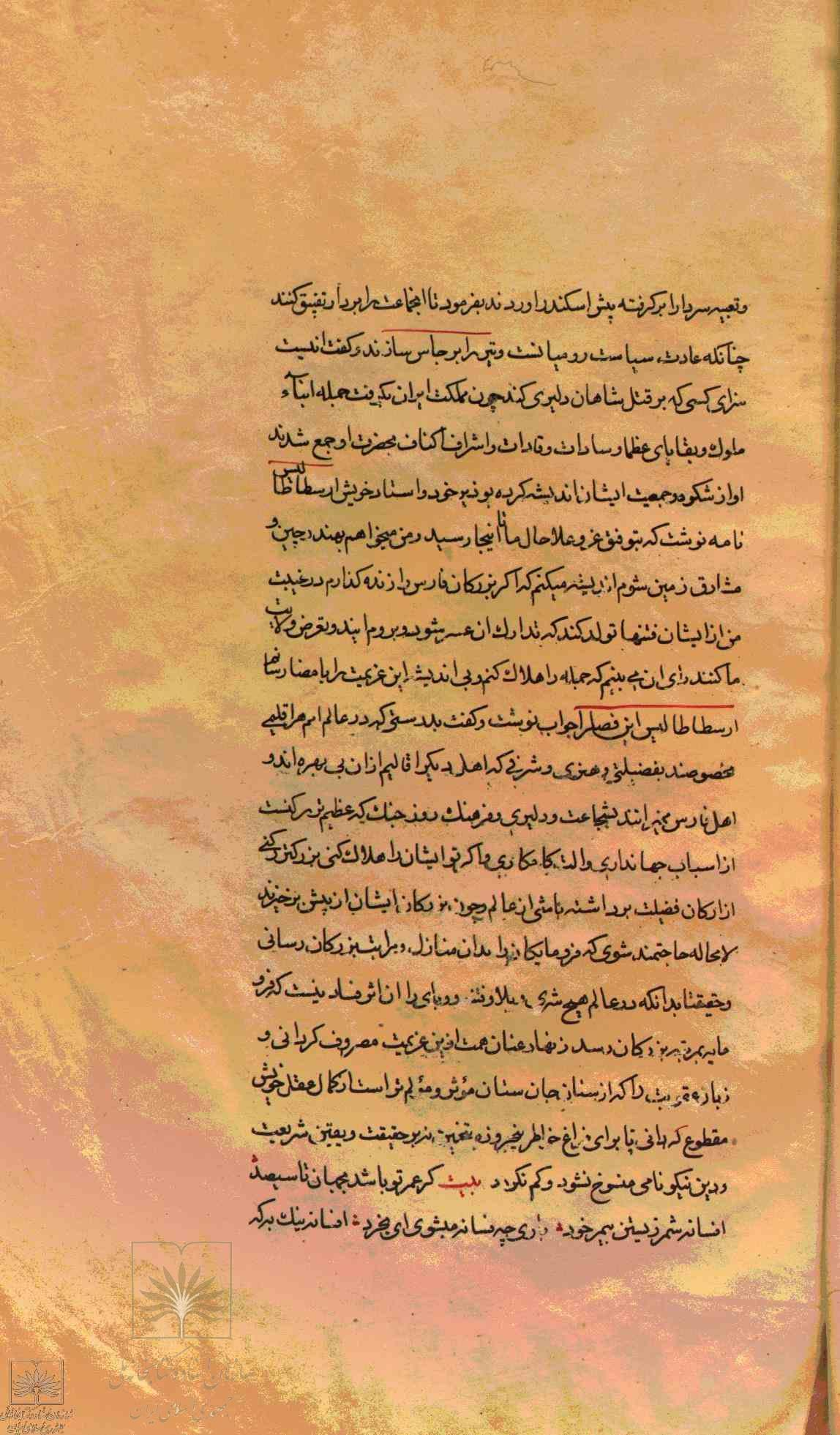
برگی از کتاب تاریخ طبرستان نوشته‌شده در ۶۱۳ هجری قمری که روایت نامه تنسر به گشنسب است و نوشته است: «و چون (اسکندر مقدونی) مملکت ایران را بگرفت…» (در خط سومِ نوشته)

| همه عالم تن است و ایران، دل |
| نیست گوینده زین قیاس خجل    |
| چون که ایران دل زمین باشد   |
| دل ز تن بِه بود یقین باشد    |

#### ایلخانان
سه دگرگونش با فتوحات مغول و پیدایش دولت ایلخانان در پیِ آن، موجبِ فراهم‌شدنِ پیش‌زمینه‌یِ ظهورِ دوباره‌یِ مفهومِ ایران شدند: ۱-دستگاه خلافت عباسی به عنوان مرکزِ اسلام‌وطنی و زُدایشِ جهان‌گراییِ اسلامی نابودشد؛ ۲-مرز دولت ایلخانی تقریباً منطبق با محدوده جغرافیاییِ ایران‌شهر در ایران پیش از اسلام شد؛ ۳-در دوران ایلخانان، تاریخ‌نگاری جهانی در ایران گسترش یافت و تشخیصِ حدودِ ایلخانان نسبت به دیگر جاهای جهان، موجبِ مشخص‌ترشدنِ چیستیِ ایران در بین دیگر بلاد شد.
یکی از نخستین تواریخِ جهانی که به ایران به مفهوم یک کشور مستقل در برابر دیگر سرزمین‌ها پرداخت، کتاب نظام‌التواریخ قاضی بیضاوی است. او می‌نویسد: «این کتاب را از تواریخ معتبر فراهم آوردم نظام التواریخ نام کردم چه در آن سلسله حکام و ملوک ایران که طول آن از فرات است تا جیحون، از دیار عرب تا حدود خجند چنان‌که یادکرده می‌آید… و به زبان فارسی ساختم تا فواید آن عام‌تر باشد.» او علاوه بر پیشدادیان و کیانیان سلسله‌های ایرانیِ پساعباسیان و حکومت ایلخانی را هم دولت ایران دانسته است.
در شهنامه چنگیزی مجموعاً ۸۲ بار به نام‌های «ایران» و «ایران‌زمین» اشاره شده و بر ایرانی‌بودن پادشاهان ایلخانی و نقششان در پاسداری از مرزهای ایران‌زمین تأکید شده است.
محمدابن‌علی شبان‌کاره‌ای نویسنده روزگار مغول در مجمع‌الانساب می‌نویسد:" شاه‌جهانِ کبیر، هلاکوخان که اصلِ سلاطینِ ایران‌زمین است، تمامت مملکتی که میراث پدرش تولی‌خان بود، یعنی بلاد غربی به وی(منکوقاآن) ارزانی داشت؛ و آن از آب جیحون است تا کنار فرات و مملکت مصر و شام.
رشیدالدین فضل‌الله همدانی در جامع‌التواریخ پیرامونِ مرزهای ایرانِ معاصرش می‌نویسد: «مملکت ایران از سرحد آب آمویه (جیحون) تا منتهای تخوم روم و جدول دریای سند و اقاصی دیار مصر و حکومت ارمنیه کبری و ارمنیه صغری است» و عبارت «پادشاه اسلام و ایران» بارها برای نامیدن شاهان ایلخانی به‌کار رفته است.

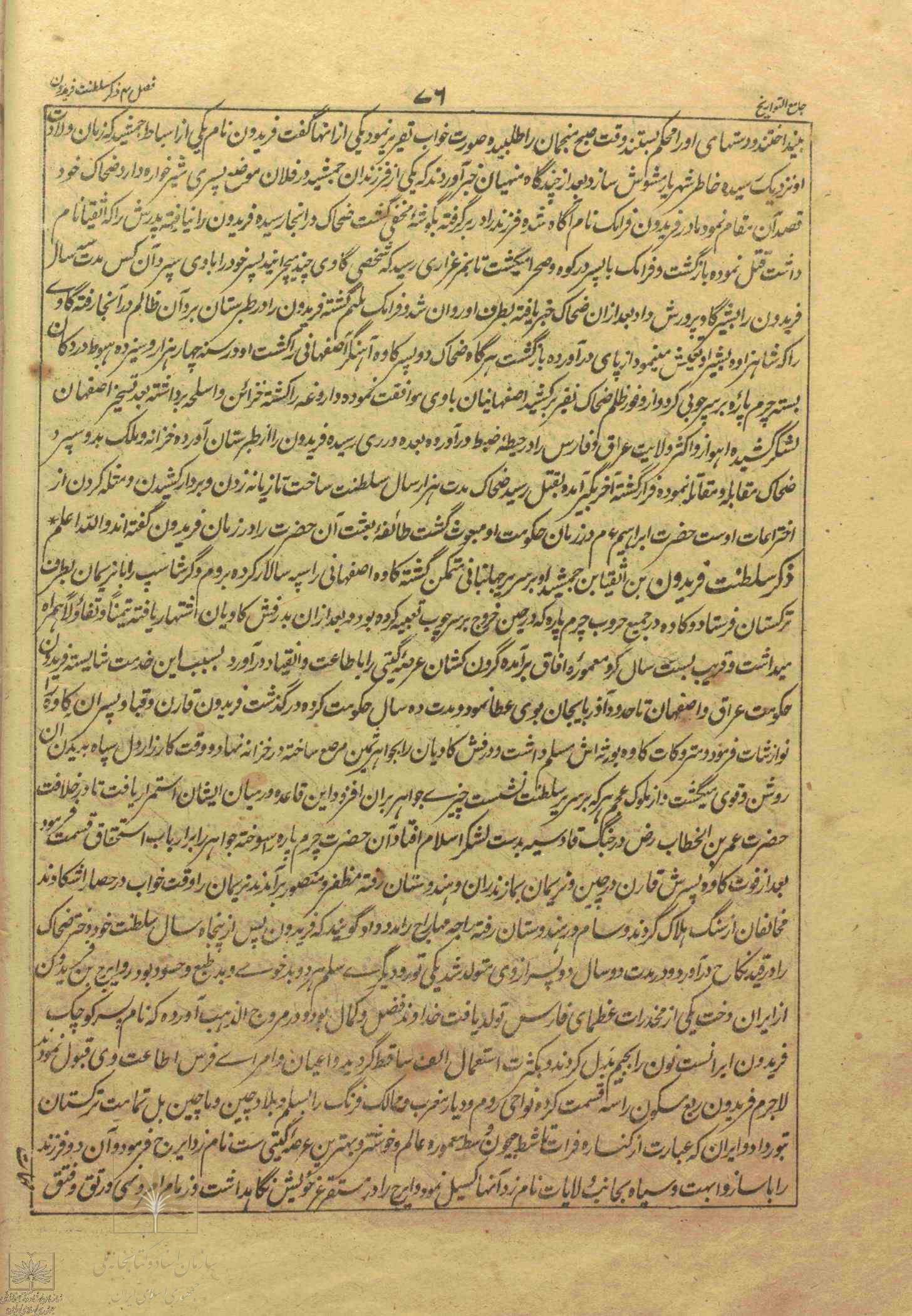
برگی از کتاب جامع‌التواریخ که ایرانِ زمانِ ایرج را اینگونه توصیف می‌کند:"و ایران که عبارت است از کنار فرات تا شط جیحون، وسط معموره عالم و خوش‌تر و بهترین عرصه گیتی است." جالب است که او کمی پیش‌تر، واژه ایران را نیز ریشه‌یابی می‌کند و می‌نویسد:"نام پسر فریدون، "ایران" است؛ نون را به جیم مبدل کردند و به کثرت استعمال، الف ساقط گردید."(درواقع او واژه ایرج را از ریشهٔ ایران می‌داند)

این رویکرد در تاریخ‌نگاری اسلامی-عربی نیز تأثیر نهاد، چنان‌که در جهان عرب و دربار ممالیک از عنوان پادشاهی ایران در آثار تاریخی و مکاتبات اداری استفاده شده و حتی در دیوان رسائل رسمی دولت ممالیک، کاربرد اصلاح باستانی توران برای تمایز سرزمین‌های دشمن ایران، به‌ویژه خانات جغتای با سرزمین ایران رایج گردید. مورخان جهان عرب، دولت ایلخانی را دولتی ایرانی و پادشاهی آن‌ها را در امتداد پادشاهی‌های باستانی و اسلامی ایران تلقی می‌کردند. چنان‌که در مناسبات ایلخانان با ممالیک از غازان به عنوان «خان مملکت ایران» و از ابوسعید به عنوان «شاهنشاه» و «آخرین شاه فرزندان هولاکو شاه ایران» یاد می‌شد. با این حال مورخان عرب برپایه واقعیات موجود، حدود جغرافیایی ایران از غرب، فراتر از فرات ندانسته از این رو در ذکر حدود سرزمین‌های ایران عبارت «از جیحون تا فرات» را به کار می‌بردند. سلاطین مملوک نیز با اذعان به این نکته، تا سرچشمه‌های فرات، یعنی روم و آسیای صغیر را جزو قلمروی کشور ایران می‌شناختند.
کوتاه اینکه در دوران ایلخانان، برای اولین بار پس از ساسانیان، با کاهشِ سنی‌گراییِ غزنوی و سلجوقی، مفهوم ایران به جلوهٔ پررنگ‌ترِ ساسانی و باستانیِ خود بازگشت.

#### ملوک‌الطوایفی پساایلخانی
حمدالله مستوفی، نویسندهٔ قرن هشتم قمری در کتاب نزهه‌القلوب هدف خود از نگارش کتاب را «شرح احوال ایران» می‌گوید. همچنین دیاربکر، گرجستان، کردستان، آذربایجان، عراق عجم، عراق عرب، فارس، خوزستان، کرمان و مکران و سیستان، مازندران، گیلان و طبرستان را از ولایات ایران دانسته است.

#### تیموریان
تیمور لنگ، در نامه خود به امرای مظفری، خودش را «افتخار تمام ممالک ایران» خوانده است.

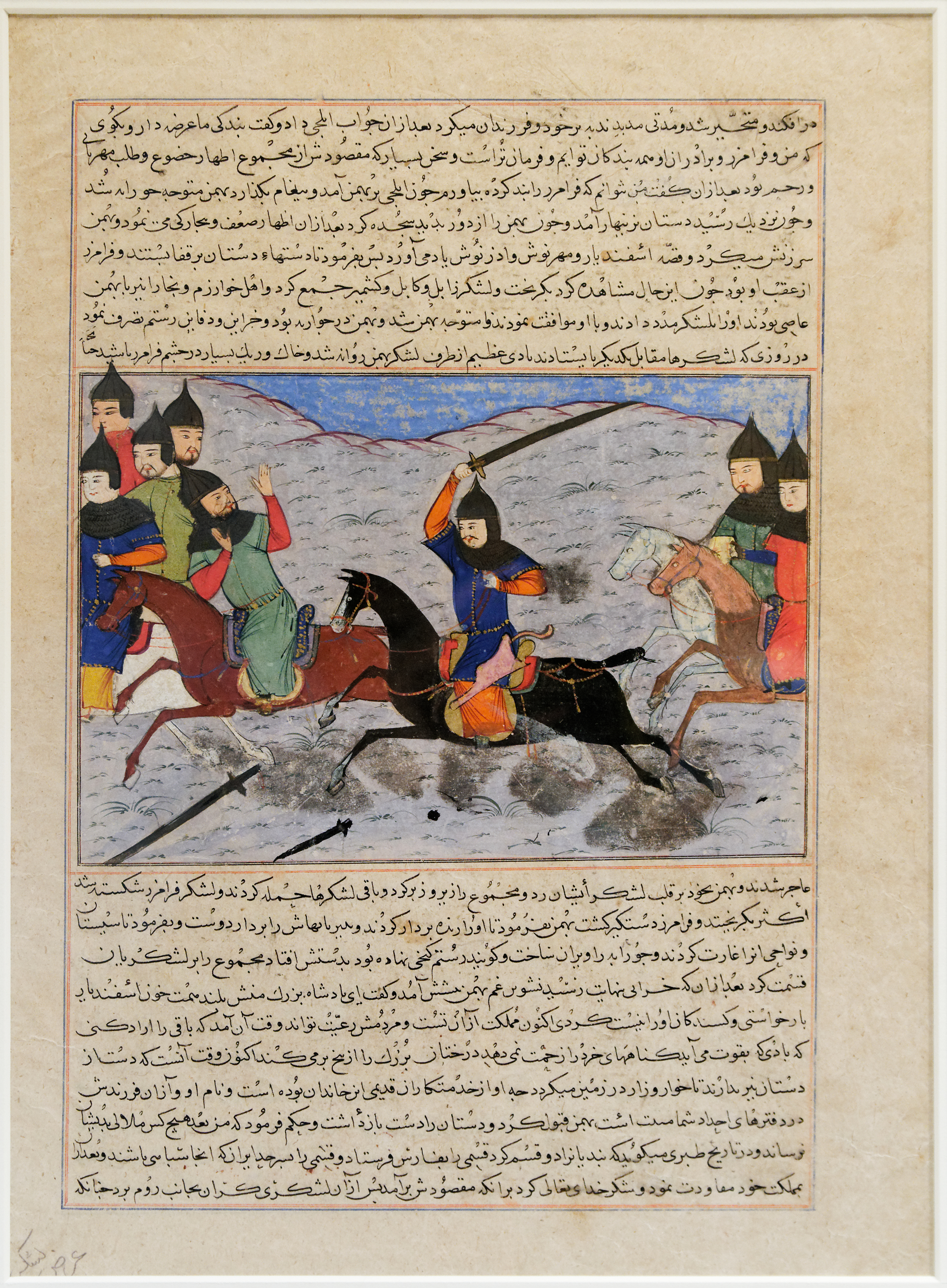
برگی از مجمع‌التواریخِ حافظ ابرو در زمان تیموریان که به بیانِ حمله بهمن، پسرِ اسفندیار به سیستان پرداخته و نوشته است:" و بندیان را به دو قِسم کرد و قسمی را به فارس و قسمی را به سرحدِ (مرزِ) ایران فرستاد، آنجا که شبا(نامطمئن از خوانش این واژه) می‌باشد."

یکی از مهم‌ترین آثار جغرافیایی و تاریخی مربوط به تیموریان مسالک الابصار فی ممالک الامصار از ابن فضل‌الله عمری است. او بارها از واژه ایران استفاده‌کرده است و دربارهٔ آن سخن‌گفته است. او در سِفْرِ سومِ کتاب، یک باب با نام «فی ممالک بیت جَنکِزخان» (اندر ممالکِ چنگیزخان) نوشته است که فصلِ چهارمش به نامِ «فی مملکه الایرانییین» (اندر مملکت ایرانیان) است و در آن پیرامون حدود ایران گفته است: «و آن شامل عراق عجم و خراسان است؛ این مملکت درازایش از رود جیحون -که انتهای مرز خراسان است- تا رود فرات را -که جداکنندهٔ ایران از شام است- در بر می‌گیرد. و عرض آن از کرمانِ متصل به دریای فارس است که از دریای هند جدا شده، تا انتهای سرزمینی در روم که در دست بازماندگان پادشاهان سلجوقی بود، یعنی تا انتهای مرزهای علایا و انطاکیه کنار دریای روم. در مرزهای شمالی، رودی در کنار باب‌الحدید که به ترکی دمرقاپو گویند و دریای طبرستان که دریای خزر و قلزوم نامیده می‌شود، کشور ایران را از کشور قبچاق جدا می‌کنند.»
اهمیت این اثر از آنجاست که رویکرد نویسندگان عرب به ایران را به عنوان یک واحد مستقل سیاسی با مرزهای مشخص جغرافیایی بر اساس میراث کهن تاریخی آن نشان می‌دهد. این اثر و آثاری دیگر، پس از سقوط دستگاه خلافت و دهه‌ها نبردهای ایلخانان با ممالیک، تغییر نگرشِ جهانِ اسلامی-عربی نسبت به ایران از ایالتی تحت سیطره خلافت به کشوری مستقل بر اساس هویت باستانی را به‌خوبی آشکار می‌سازند.
کمال‌الدین عبدالرزاق سمرقندی نیز در کتابِ مطلع سعدین و مجمع البحرین، سلطان ابوسعید را سلطان ایران می‌خواند و در شرحِ نبردِ ابوسعید با امیر ایرنجین می‌نویسد: «و نزدیک بود که لشکر سلطان شکسته‌شود و اگر لطف حق تعالی یاری ننمودی و آنچه مخالفان را در خاطر بودی با ظهور آمدی، از ملک ایران نامی بیش نماندی.» او دربارهٔ حدود ایران نیز می‌نویسد: «و ممالک ابوسعیدی میان آب آمویه و آب فرات بود که ایران‌شهر عبارت از این بلاد است.»

#### آق‌قویونلووقراقویونلو
شاهان این دو سلسله نیز بارها در نامه‌هایی که با عثمانیان و ترکمانان و… داشته‌اند، شاه ایران خوانده‌شده‌اند. عباراتی مانند ملک الملوک الایرانیه، سلطان سلاطین ایران و حاکم ذوالاقتدار ایران، عباراتی هستند که با آنان معرفی‌شده‌اند.

#### صفویان
دو سده پس از ملوک‌الطوایفی ناشی از فروپاشی ایلخانان دوباره در دوران صفوی، بیشتر سرزمین‌های شاهنشاهی ساسانی سابق مجدداً یکپارچگی سیاسی خود را بازیافتند و خود را «شاهنشاه ایران» خواندند. از این عنوان توسط عثمانیان و گورکانیان نیز برای اشاره به فرمانروایان ایرانی استفاده می‌شد.

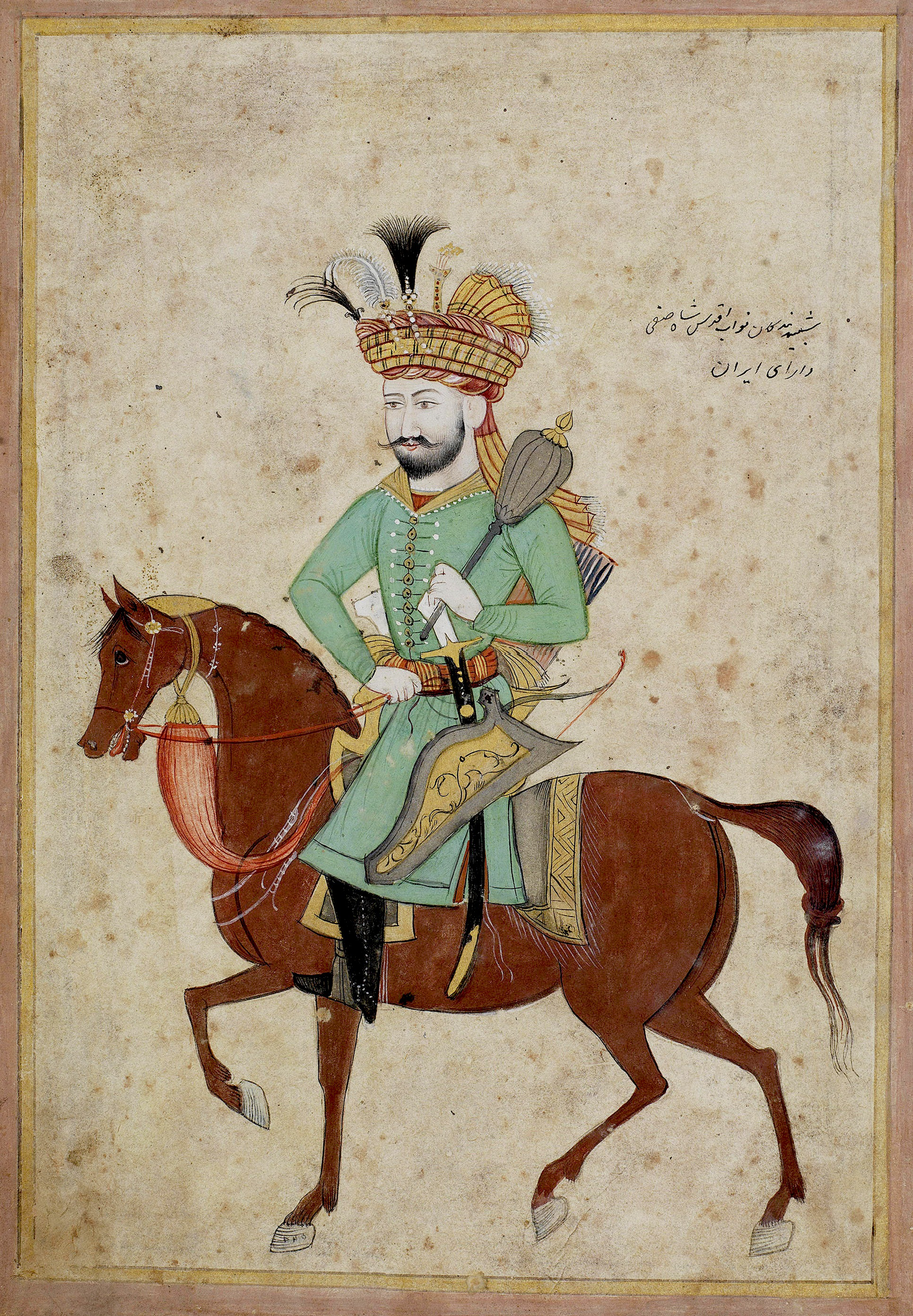
نقاشی‌ای از شاه صفی یکم که او را با عبارتِ دارایِ ایران معرفی کرده است.

دو عاملِ وطن‌گریزی در زمان شاه‌تهماسپِ صفوی و جذبه و رفاهِ مادی در هندوستان، سببِ مهاجرت ۷۵۰ شاعرِ ایرانی به هندوستان شد. اشعاری که این شاعران در بابِ دوری از وطن و ایران نوشته‌اند، دیدِ خوبی از مفهوم و تداومِ ایران در عصر صفوی ارائه می‌کنند.
میرسنجر کاشانی می‌سُراید:
| به آهنگ ایران نوایی بزن |
| نوای وطن آشنایی بزن     |

اشرف خراسانی می‌سراید:
| اشرف از کشور ایران نَکَنی دل که نهال    |
| چون ز جا کنده شد از نشو و نما می‌افتند |

صلایی اسفراینی می‌سراید:
| عطای هند و لقایش به یکدگر هشتم |
| خدا نسیب کند سیر کشور ایران    |

و اشعار فراوانِ دیگر…

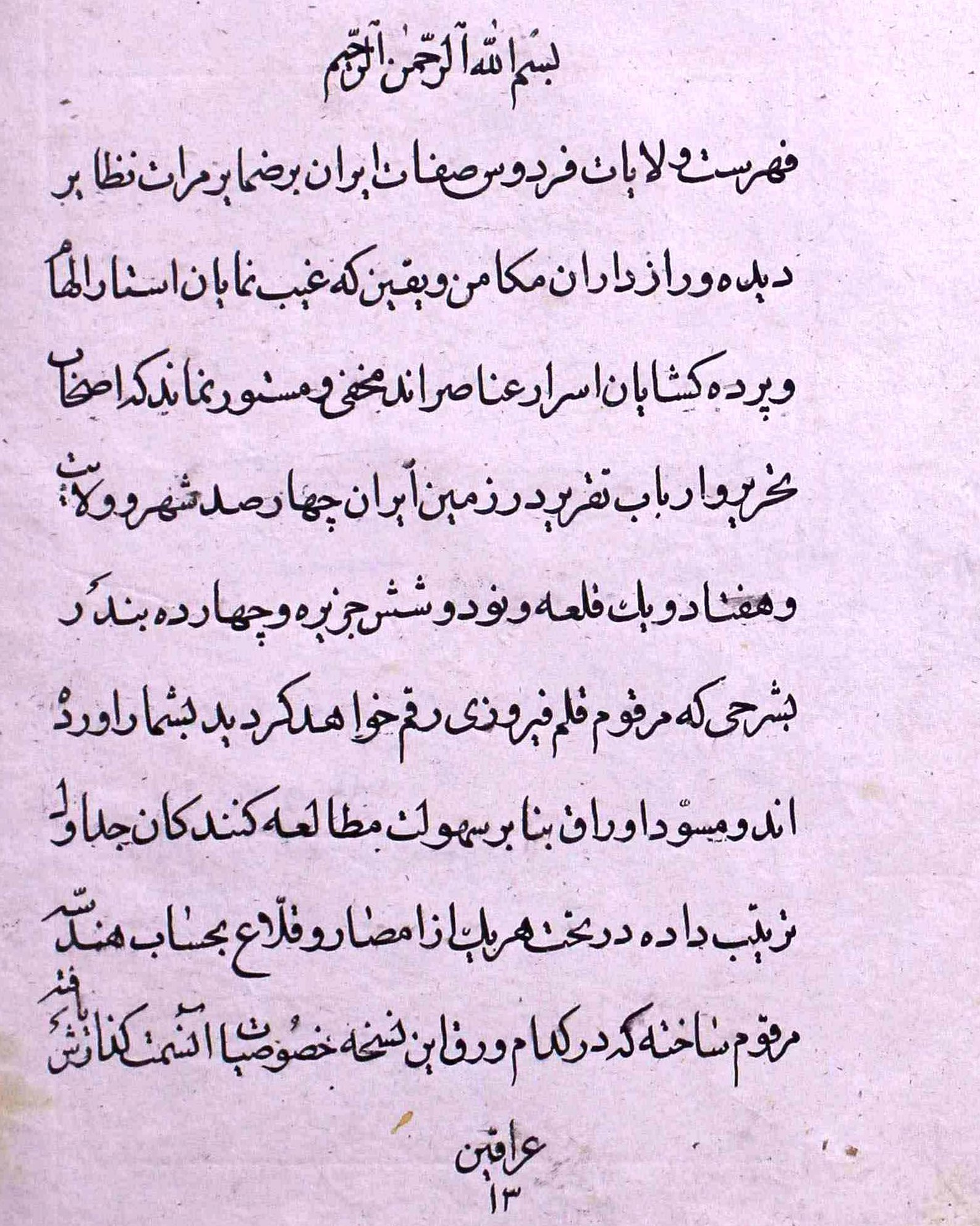
برگی از کتاب اوصاف الامصارِ محمدمفید مستوفی بافقی، نویسندهٔ دوران صفوی که به ولایات فردوس‌صفات ایران اشاره می‌کند و در صفحات پسین، آنان را با شهرستان‌هایشان نام می‌برد. ایالات داغستان و اران و گرجستان را نیز ذکر کرده که امروزه جزوِ ایران نیستند.

در مدیحه‌های درباری، شاه‌عباس با عباراتِ «اعلی فرمان‌روای ایران و شاهنشاه زمان، ظل‌الله الملک المستعان، غلام با اخلاص حضرت شاه مردان سلام‌الله‌علیه، ابوالمظفر شاه‌عباس بهادرخان» خطاب‌شده است. سه عبارت نخست، به ترتیب، بیانگرِ آگاهی تاریخی-جغرافیایی از ایران‌زمین، صوفیانِگی و شیعه‌گری هستند. عبارت پایانی، عنوانی مغولی و میراث ایلخانان و تیموریان است.

#### افشاریه

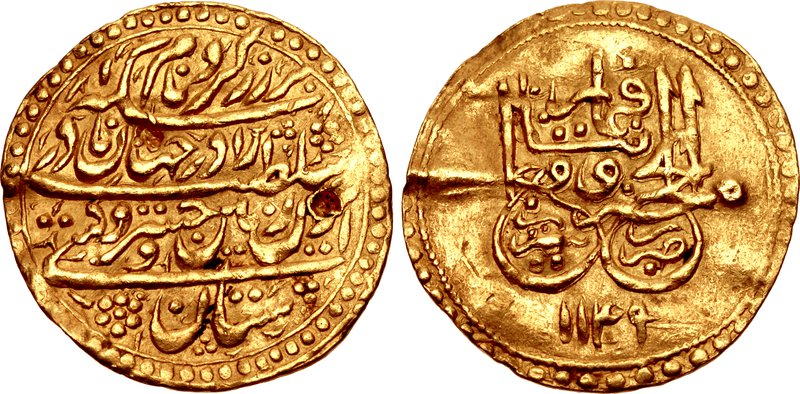

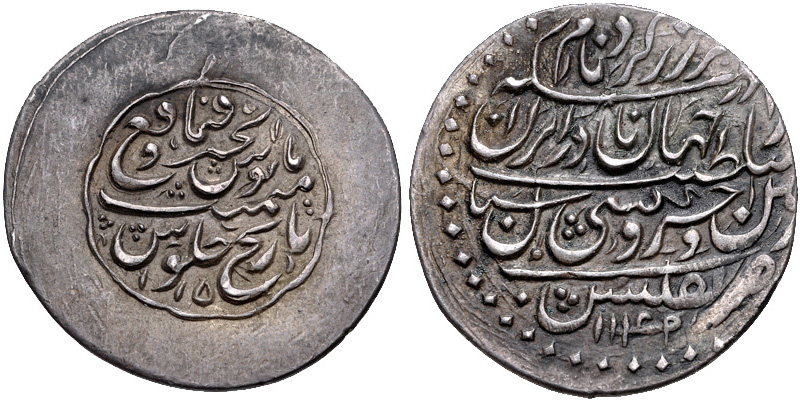
سکه طلا (ضرب شیراز) و نقره (ضرب تفلیس) هر دو به تاریخ سال ۱۱۴۹ قمری (۱۷۳۷ میلادی)

با آغاز پادشاهی نادرشاه افشار، وی بنابر رسوم رایج برتخت‌نشینی، اقدام به ضرب سکه‌های «جلوس شاهی» خودش کرد. سکه‌هایی که به این منظور شدند، عبارت «سکه بر زر کرد نام سلطنت را در جهان نادر ایران زمین و خسرو گیتی ستان» را بر خود داشتند. این سکه‌ها اگرچه به‌مناسبت آغاز پادشاهی نادر ضرب شدند، ولی ضرب آن‌ها تا دومین سال حکومت وی نیز ادامه یافت.
براساسِ مکاتبات نادرشاه و شاهان عثمانی در نامهٔ همایون دفتری (نام مجموعه نامه‌های شاهانه در زمان عثمانیان)، نادرشاه و سرزمین او همواره از جانب خودش و از جانب شاهان عثمانی، به ترتیب، «شاه ایران» و «ایران» نامیده‌شده‌اند.

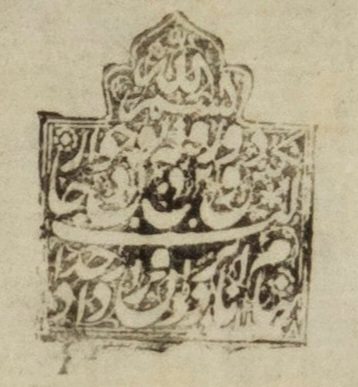
مُهر نادرشاه بر نامه‌هایش که در آن نوشته‌شده: نگین دولت و دین رفته چون از جا/ به‌نام نادرِ ایران قرار داد خدا.

#### زندیه
کتاب گلشن مراد، سلطنت شاهرخ زند را از آن ایران می‌داند عنوان یکی از بخش‌های کتابش اینگونه است: "ذکر جلوس شاهرخ‌میرزا بر سریر سلطنت ایران و به قتل رسیدن علیشاه و ابراهیم‌شاه به قصاص خون شاهزادگان.
در نامهٔ کریم‌خان زند از عبارت ممالک محروسه ایران استفاده‌شده است.

#### معاصر (قاجار، پهلوی، جمهوری‌اسلامی)
در دوران قاجار اصطلاحاتی مانند «ممالک محروسه ایران»، نیز وجود داشتند.
هشت نامهٔ دست اول از عباس‌میرزا و وزیر او پیرامون جنگ‌های ایران و روسیه وجود دارد که در آن‌ها، از عبارت ایران و مملکت ایران برای نامیدن کشور بهره‌رفته است. واژهٔ ایران در عهدنامه گلستان هم برای نامیدنِ کشور به کار رفته است.
در نامه‌های به جا مانده از ستارخان نیز واژهٔ ایران برای نامیدن کشور به کار رفته است.
مظفرالدین‌شاه در صدای ضبط‌شده‌اش، خطاب به اتابک اعظم می‌گوید: «این خدماتی که به من می‌کنید و به مملکت ایران می‌کنید، البته خداوند او را بی‌عوض نخواهد گذاشت.»

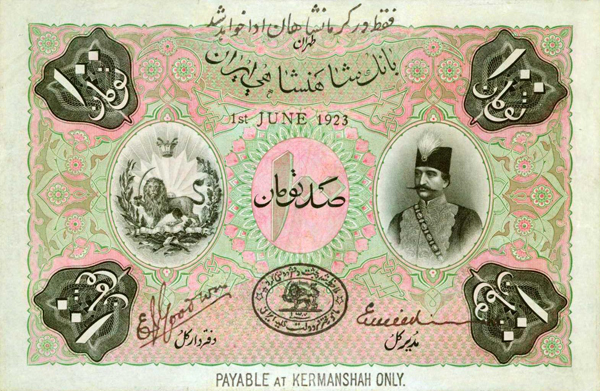
اسکناس ۱۰۰ تومانی مربوط به دوران قاجار، بالای اسکناس عبارت «بانک شاهنشاهی ایران» درج شده و در بخش پایین‌تر نقش مُهر تأییدیه وجود دارد با عنوان «مأمور محترم دولت عَلیّهٔ ایران»
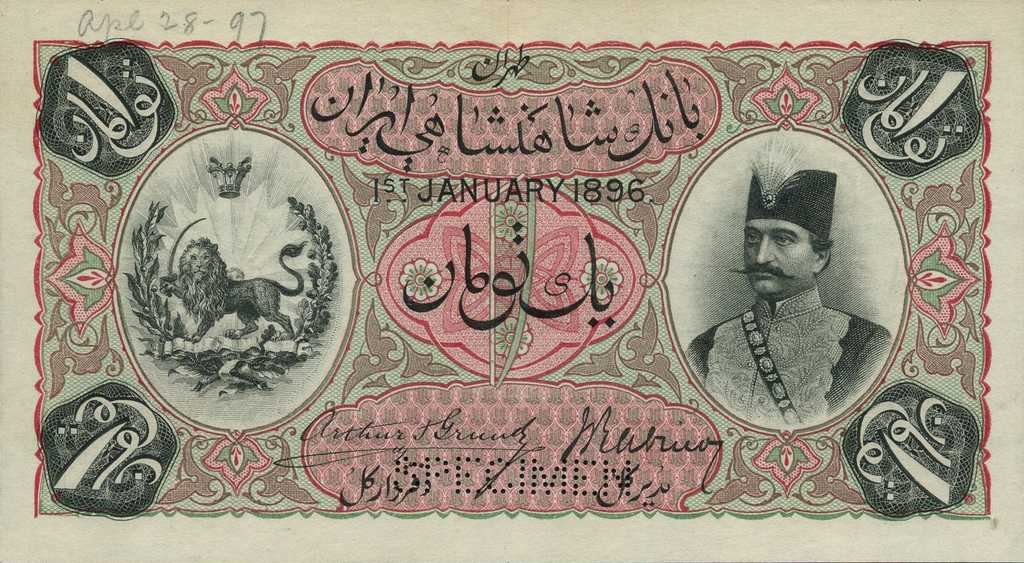
یک اسکناسِ یک تومانی
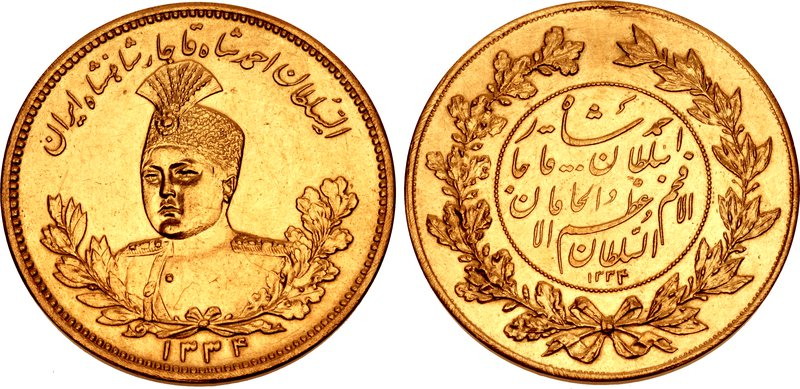
سکه طلا قاجاری به تاریخ سال ۱۳۳۴ قمری (۱۹۱۵ م). بالای نگاره احمدشاه قاجار، عنوان رسمی وی، «السطان احمدشاه قاجار شاهنشاه ایران» دیده می‌شود.
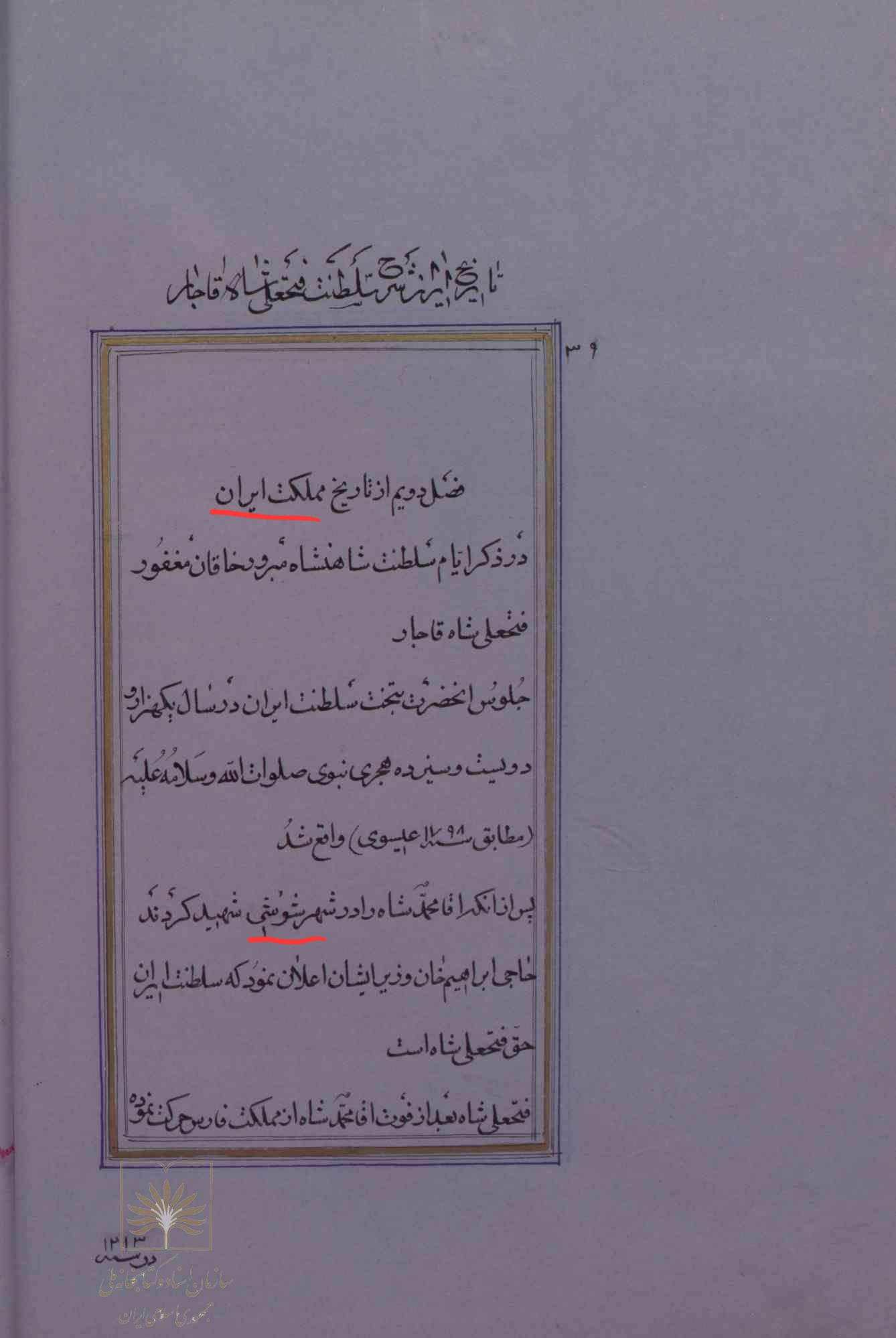
برگی از کتاب تاریخ مملکت ایران و سلسلهٔ جلیلهٔ قاجاریه، نوشته‌شده در زمان قاجاریان که فتحعلی‌شاه را جلوس‌یافته بر تخت سلطنت ایران دانسته و همچنین در این صفحه به توضیح قتلِ آقامحمدخان در شوشی پرداخته است.
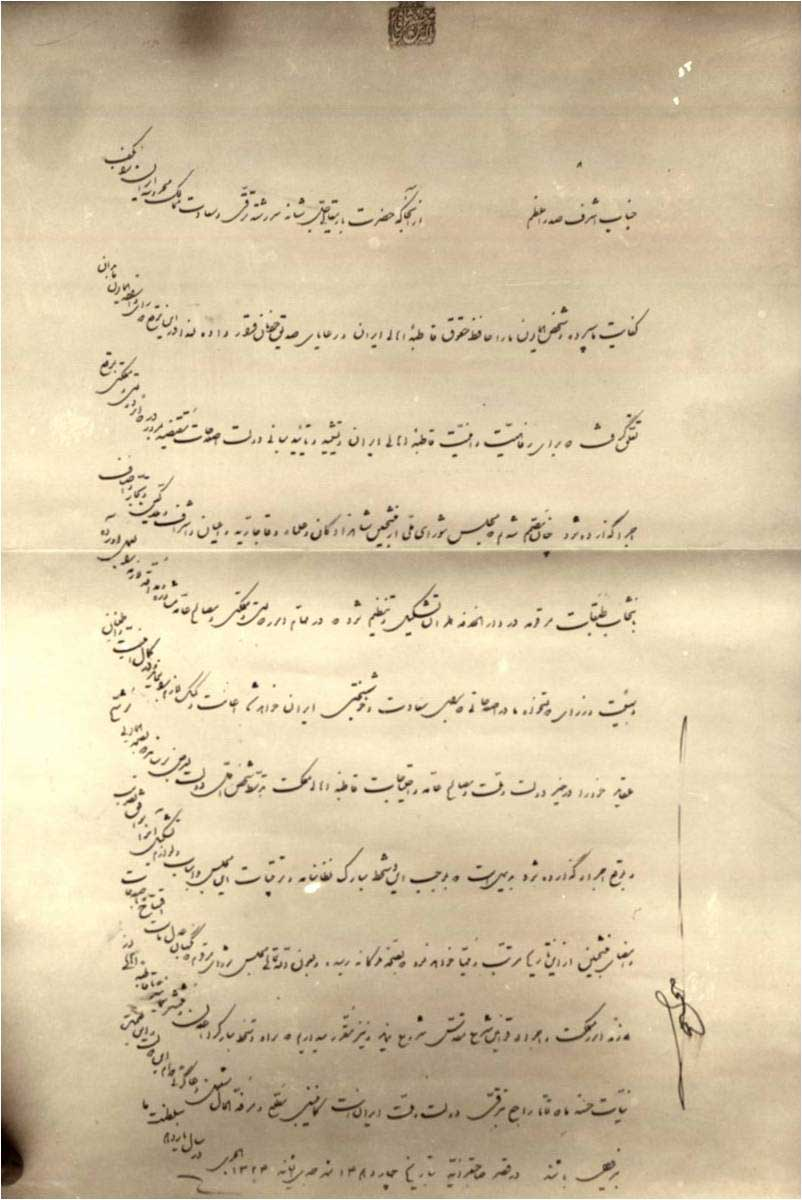
فرمان مشروطیت به قلم قوام السلطنه که در آن نوشته شده است «جناب اشرف صدراعظم...حضرت باری‌تعالی سررشته تعالی و ترقی ممالک محروسه ایران را به کف کفایت ما سپرده...ما را حافظ حقوق قاطبه اهالی ایران قرار داده...در اصلاحاتی که برای سعادت و خوشبختی ایران خواهدشد...تماما راجع به ترقی دولت و ملت ایران است.

نام رسمی ایران، امروزه «جمهوری اسلامی ایران» است. پیش از انقلاب و در زمان دودمان پهلوی، نام رسمی ایران، «کشور شاهنشاهی ایران» بود.

### در میان ادیبان
نام ایران و نام‌هایی که به صورت تاریخی با این نام ارتباط دارند در اشعار تعدادی از شاعران سرشناس که فارسی شعر می‌سروده‌اند، آمده است:
| نام شاعر             | سده میلادی       | ایران | توران | پارسی | فارسی | دری  | خراسان | پهلوی |
| -------------------- | ---------------- | ----- | ----- | ----- | ----- | ---- | ------ | ----- |
| رودکی                | نهم و دهم        | ۱     |       |       |       |      | ۶      |       |
| فرخی سیستانی         | نهم و دهم        | ۵۱    | ۱     | ۱۵    |       |      | ۱۰     | ۱     |
| ابوسعید ابوالخیر     | دهم              | ۱     |       |       |       |      | ۲      |       |
| فردوسی               | دهم و یازدهم     | ۸۰۰+  | ۱۵۰ + | ۱۰۰+  |       | ۲    | ۲۵     | ۲۹    |
| اسدی طوسی            | یازدهم           | ۵۱    | ۵     | ۱     |       | ۱    |        |       |
| مسعود سعد سلمان      | یازدهم           | ۲۳    | ۲     | ۱۹    |       | ۱    | ۱۳     |       |
| منوچهری دامغانی      | یازدهم           | ۵     | ۳     | ۴     |       |      |        |       |
| فخرالدین اسعد گرگانی | یازدهم           | ۱۵    | ۱۰    | ۱۲    | ۲     | ۱    | ۲۸     | ۳     |
| ناصرخسرو             | یازدهم           | ۱     | ۱     | ۱۹    |       | ۲    | ۷۹     | ۲     |
| سنایی                | یازدهم و دوازدهم | ۱۱    | ۱     | ۱۴    |       |      | ۱۳     |       |
| مهستی گنجوی          | یازدهم و دوازدهم |       |       | ۱     |       |      | ۱      |       |
| انوری                | دوازدهم          | ۱۳    | ۳     | ۲     |       | ۱    | ۲۰     |       |
| خاقانی               | دوازدهم          | ۲     | ۱     | ۴     | ۱     | ۱+   | ۴۰     | ۱۸۰   |
| نظامی گنجوی          | دوازدهم          | ۳۷    | ۲     | ۱۲    |       | ۲+ ۱ | ۲۵     | ۶     |
| امیرخسرو دهلوی       | سیزدهم و چهاردهم | ۲     | ۷     | ۶     |       |      | ۱۳     |       |
| سعدی                 | سیزدهم           | ۱     | ۱     | ۶+    |       |      | ۷      |       |
| مولوی                | سیزدهم و چهاردهم | ۱     | ۱     | ۲۹    |       |      | ۶      |       |
| حافظ                 | چهاردهم          |       | ۶     | ۹     |       | ۱+ ۱ |        |       |
| عبید زاکانی          | چهاردهم          | ۱     | ۱     | ۴     |       |      | ۱      |       |
| محتشم کاشانی         | شانزدهم          | ۱۲    | ۹     | ۳     |       |      | ۴      |       |
| صائب تبریزی          | هفدهم            | ۱۰    | ۷     | ۳     |       |      | ۵      |       |
| اقبال لاهوری         | نوزدهم و بیستم   | ۲۳    | ۴     | ۳     |       | ۱    |        |       |
| پروین اعتصامی        | نوزدهم و بیستم   | ۲     |       |       |       |      |        |       |

## بیرون از کشور

### در جهان غرب

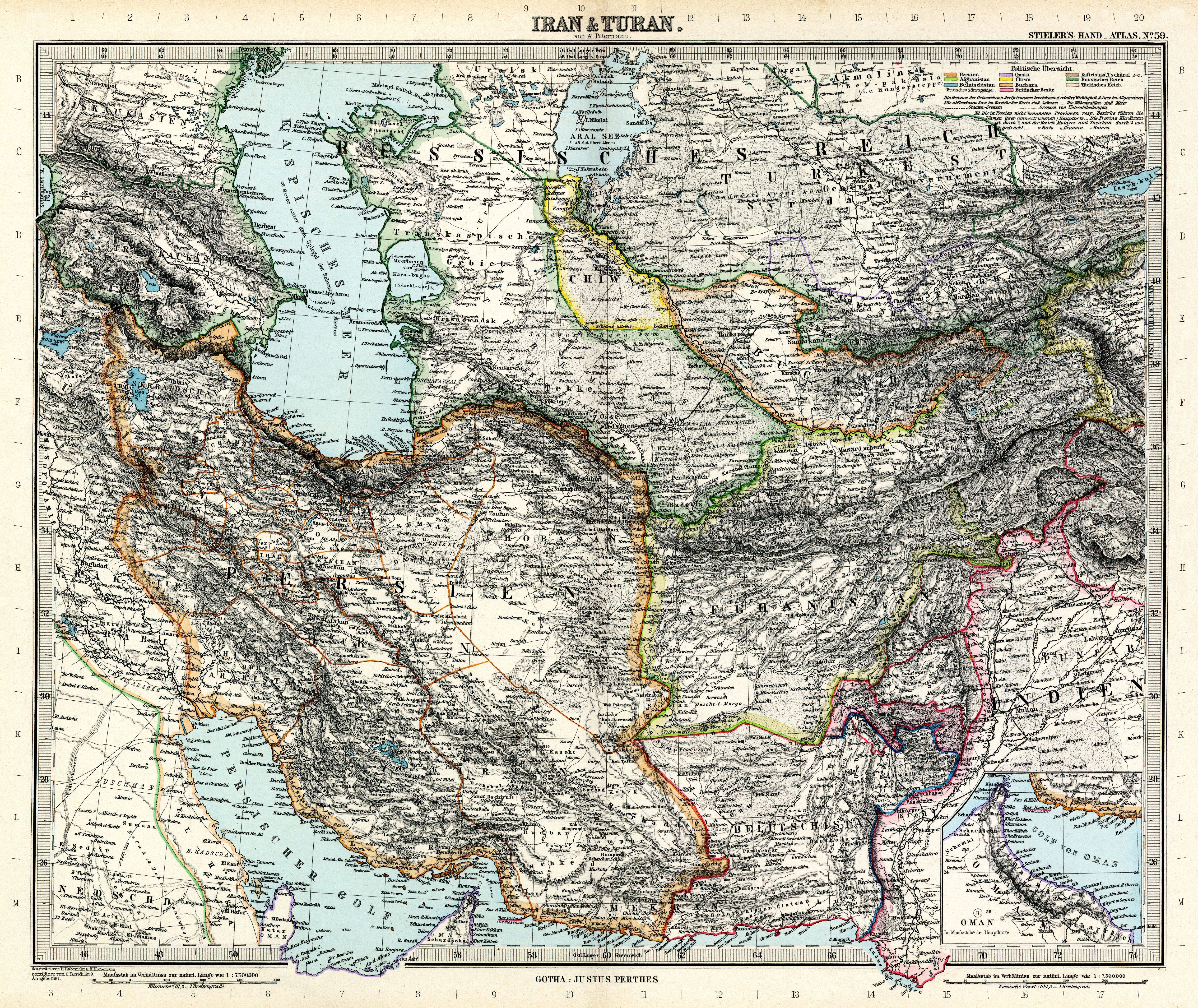
نقشه ایران و توران در دوره قاجاریه، کشیده شده توسط آدولف اشتیلر نقشه‌نگار آلمانی و نخستین نقشه اروپایی که به‌جای پارس از نام ایران استفاده کرده است.

نامِ Persia/پرشیا، نام رسمی ایران در جهان غرب بود؛ تا پیش از مارس ۱۹۳۵. اما همانگونه که پیشتر در این مقاله شرح‌داده‌شده، این کشور برای شهروندانِ خود و حتی دیگر شهروندان خاورمیانه، در طول تاریخ، به نام ایران شناخته‌شده‌بود.
نوشته‌های موجود نشان می‌دهد که اروپاییان با هر دو نام ایران و پارس آشنا بوده‌اند. در سال ۱۹۳۵ میلادی، دولت ایران از کشورهای خارجی درخواست کرد که تنها از نام «ایران» برای اشاره به این کشور استفاده کنند. ژان شاردن، جهانگرد فرانسوی عصر صفوی، در خاطرات خود از سفر به ایران می‌نویسد: «پارسیان از یک نام دیگر برای اشاره به کشور خودشان استفاده می‌کنند که آن نام را به دو شکل متفاوت Iroun و Iran تلفظ می‌کنند… این واژه، و یک واژه دیگر یعنی توران، با تاریخ باستانی این کشور پیوند دارند… حتی امروزه، فرمانروای پارس را Padsha Iran (پادشاه ایران) خطاب می‌کنند.»

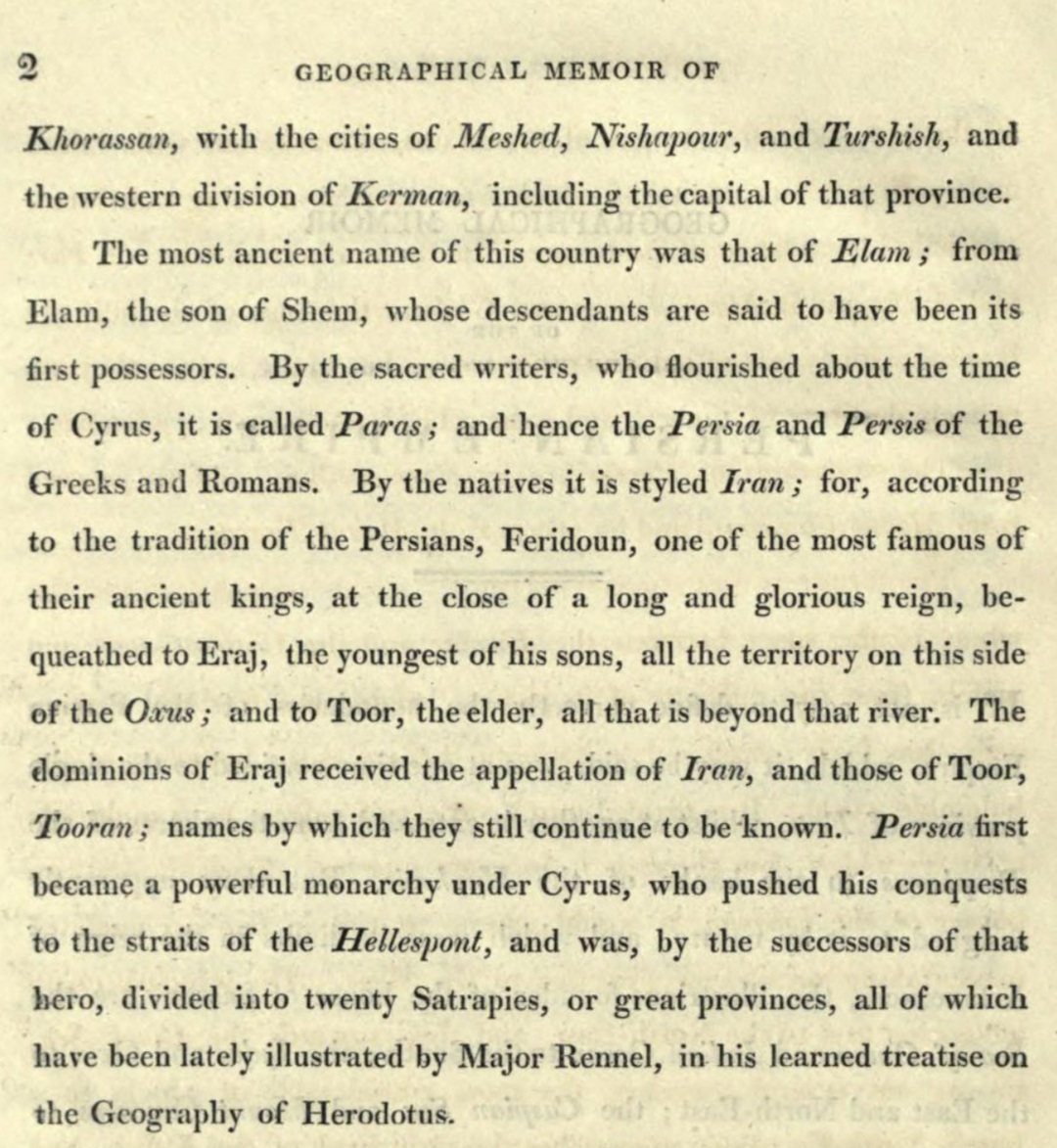
برگی از کتاب «خاطرات جغرافیاییِ امپراتوری پارسین» از جان مکدونالد کینر، عضو دربار فتحعلی شاه قاجار که متذکر می‌شود نامِ بومیِ کشور، «ایران» است و نام «پرشیا» برگرفته از برداشت‌های ایلامی و یونانی است.

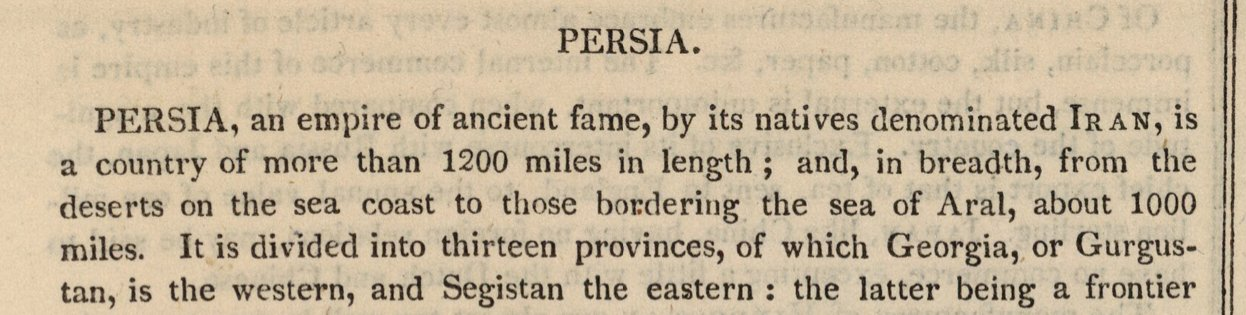
برگی از کتاب اطلسِ جان مِلیش در سال ۱۱۹۳ هجری خورشیدی که آشکارا می‌گوید بومیانِ پرشیا آن را ایران می‌نامند.

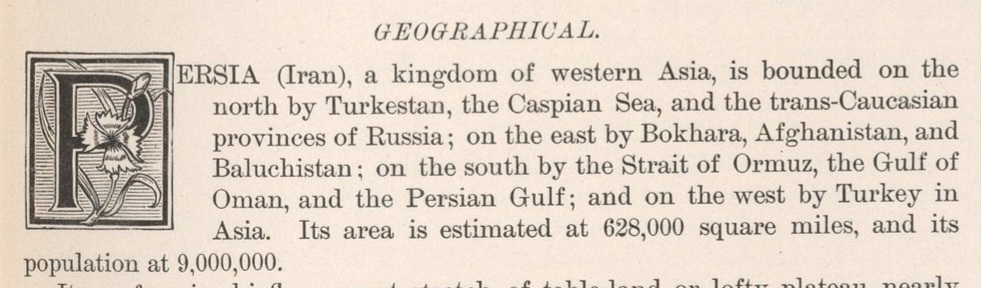
برگی از کتابِ اطلسِ D. Appleton and company، نوشته‌شده در سال ۱۲۷۰ شمسی (زمان قاجاریان) که واژهٔ ایران را در پرانتز پس از واژهٔ پرشیا، آورده است.

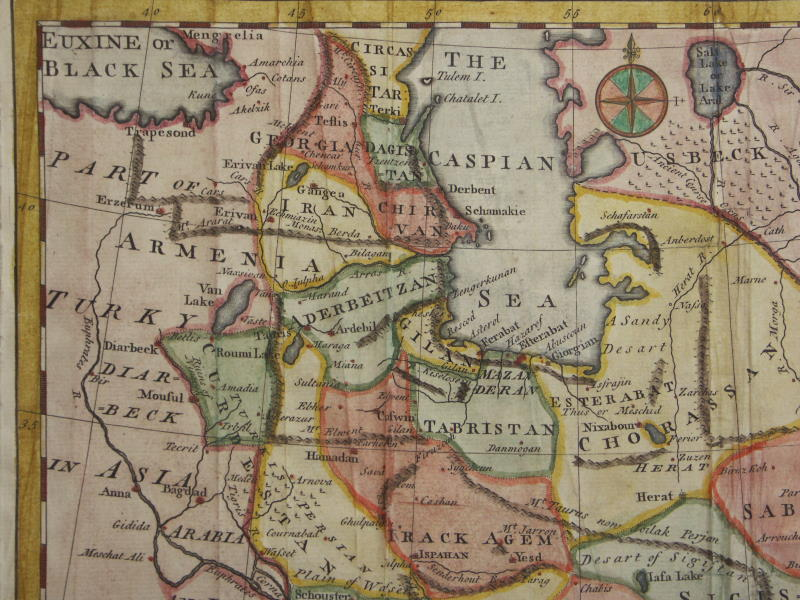
نقشه‌ای مربوط به ۱۷۵۲ میلادی که نامِ اران به شکلِ «Iran» نوشته است.

واژه ایران در مقالات دانشنامه بریتانیکا که تا پیش از سال ۱۹۳۵ میلادی نگارش شده‌اند نیز دیده می‌شود. در ویرایش مربوط به سال ۱۷۶۵ میلادی آنسیکلوپدی تحت نظر دیدرو و دالامبر، مدخلی به نام ایران وجود دارد که دربارهٔ آن اینگونه نوشته‌اند:
ایران (جغرافیا) نامی که شرقی‌ها به‌طور عمومی بر روی پرشیا می‌گذارند، و بر منطقه‌ای خاص از پرشیا، بین ارس و کور، که شهرهای اصلی‌اش ایروان و نخجوان هستند، اطلاق می‌شود.— لویی دُ یُکور

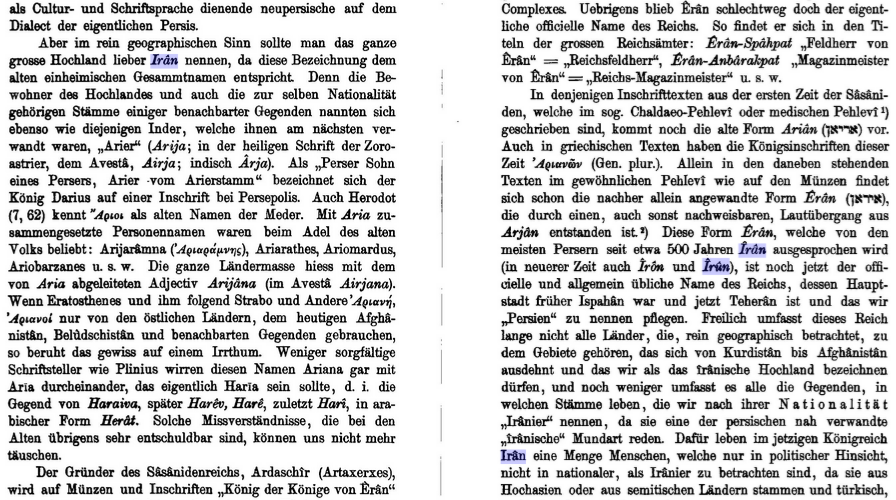
برگی از کتاب «مقالاتی دربارهٔ تاریخ ایران» از تئودور نلدکه که می‌گوید نامِ بومی کشور، ایران است و سپس به ریشه‌یابیِ آن با واژگانِ ایرج و آریا می‌پردازد.

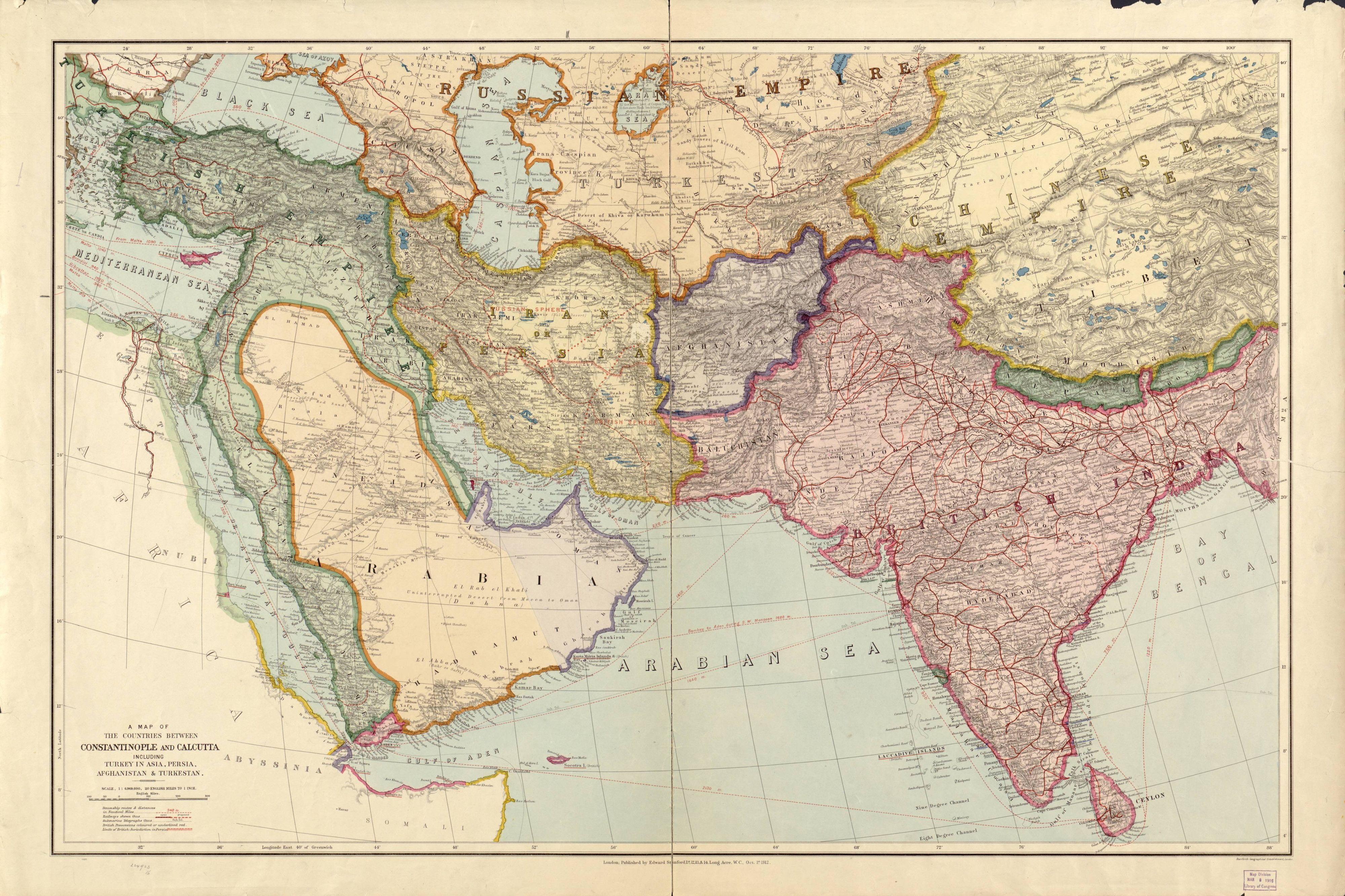
نقشه‌ای از ادوارد استنفورد از سال ۱۲۹۱ هجری خورشیدی که بر کشور نوشته است: «پرشیا یا ایران» (پرشیا و ایران را یکی دانسته است)

نقشه‌ای از سال ۱۲۸۱(زمان قاجار) که در بالایش، پس از پرشیا، در پرانتز، ایران را نوشته است. (پرشیا را همان ایران دانسته است)

در دهه ۱۹۳۰، رضاشاه برای رسمی شدن نام ایران به جای پرشیا پیش‌رو شد. در مجلس عوام بریتانیا این حرکت توسط وزیر خارجه بریتانیا در امور خارجی به شرح زیر گزارش شد:
در ۲۵ دسامبر [۱۹۳۴] وزارت امور خارجه پرشیا طی یادداشتی بخشنامه خطاب به نمایندگی‌های دیپلماتیک خارجی در تهران درخواست کرد که اصطلاحات "ایران" و "ایرانی" در مکاتبات و مکالمات رسمی به جای کلمات "Persia" و "Persian" از ۲۱ مارس آینده استفاده شوند. به فرستاده اعلی حضرت در تهران گفته شده که با درخواست آنان موافقت شود.— ایراد شده در مجلس عوام بریتانیا
فرمان رضاشاه پهلوی در مورد نامگذاری به‌طور مناسب در ۲۱ مارس ۱۹۳۵ اجرا شد.
وینستون چرچیل برای جلوگیری از سردرگمی بین نام دو کشور همسایهٔ ایران/Iran و عراق/Iraq، که هر دو در جنگ جهانی دوم مشارکت داشتند و توسط متفقین اشغال شده بودند، در جریان کنفرانس تهران از دولت ایران درخواست کرد تا نام باستانی و متمایز پرشیا توسط سازمان ملل و دیگر ملت‌ها مورد استفاده قرار گیرد. درخواست وی بلافاصله توسط وزارت خارجه ایران تأیید شد. اما آمریکایی‌ها همچنان از ایران استفاده می‌کردند زیرا در آن زمان دخالت کمی در عراق برای ایجاد چنین سردرگمی داشتند.
در تابستان سال ۱۹۵۹، به دنبال نگرانی‌هایی که واژه ایران، به گفته یکی از سیاستمداران، «یک فرد سرشناس را به ناشناخته تبدیل کرد» (یعنی فرهنگ و تاریخِ شناخته‌شده‌یِ پرشیا را برای غربی‌ها گم‌نام کرد)، کمیته ای به سرپرستی احسان یارشاطر، تشکیل شد تا دوباره این موضوع را بررسی کند. آنها لغو تصمیم ۱۹۳۵ را پیشنهاد دادند و مورد تأیید محمدرضا پهلوی قرار گرفت. با این حال، اجرای پیشنهاد ضعیف بود و به سادگی اجازه داد که پرشیا و ایران به جای یکدیگر استفاده شوند. امروزه هر دو اصطلاح رایج هستند. پرشیا بیشتر در زمینه‌های تاریخی و فرهنگی، و ایران بیشتر در زمینه‌های سیاسی مورد استفاده و کاربرد است.
در سالهای اخیر اکثر نمایشگاه‌های تاریخی، فرهنگی و هنر پارسی در جهان از نام مستعار پرشیا استفاده کرده‌اند. در سال ۲۰۰۶، بزرگ‌ترین مجموعه نقشه‌های تاریخی ایران باعنوان نقشه‌های تاریخی پرشیا در هلند منتشر شد.
در دهه ۱۹۸۰، احسان یارشاطر (ویراستار دانشنامه ایرانیکا) شروع به انتشار مقالاتی در این مورد (به دو زبان انگلیسی و فارسی) در فصلنامه رهورد، ماهنامه پارس، مجله مطالعات ایران و… کرد. پس از وی، چند تن از پژوهشگران و محققان ایرانی مانند کاظم ابهری و جلال متینی این موضوع را دنبال کرد. از آن زمان، مجلات و وب سایت‌های ایرانی مقالاتی را از افراد گوناگون که به استفاده از واژگان پیشین پرشیا و پرشیَن در انگلیسی موافق یا مخالف هستند، منتشر کرده‌اند.
بسیاری از ایرانیان در غرب هستند که پرشیا و پرشین را به عنوان بُرون‌نامِ کشور و ملیت، ترجیح می‌دهند. به گفته هومن مجد، محبوبیت اصطلاح پرشیا در میان ایرانیان از این واقعیت ناشی می‌شود که پرشیا بیانگر گذشته‌ای باشکوه است که دوست دارند با آن شناخته‌شوند، در حالی که "ایران" از انقلاب ۱۳۵۷ به بعد، هیچ چیزی، مگر بنیادگرایی اسلامی به دنیا نمی‌گوید."

### در دولت عثمانیان
بوزاوغلو عثمان‌شاکرِ افندی، سیاست‌مداری بود که از طرف هیئت محمود ثانی وارد ایرانِ دوران فتحعلی‌شاه قاجار شد. عنوان گزارش او از ایران «سفرنامهٔ مصور ایران» است و در نقشه‌ای که از تهران کشیده نیز، از نام «ایران» برای کشور بهره‌برده است.

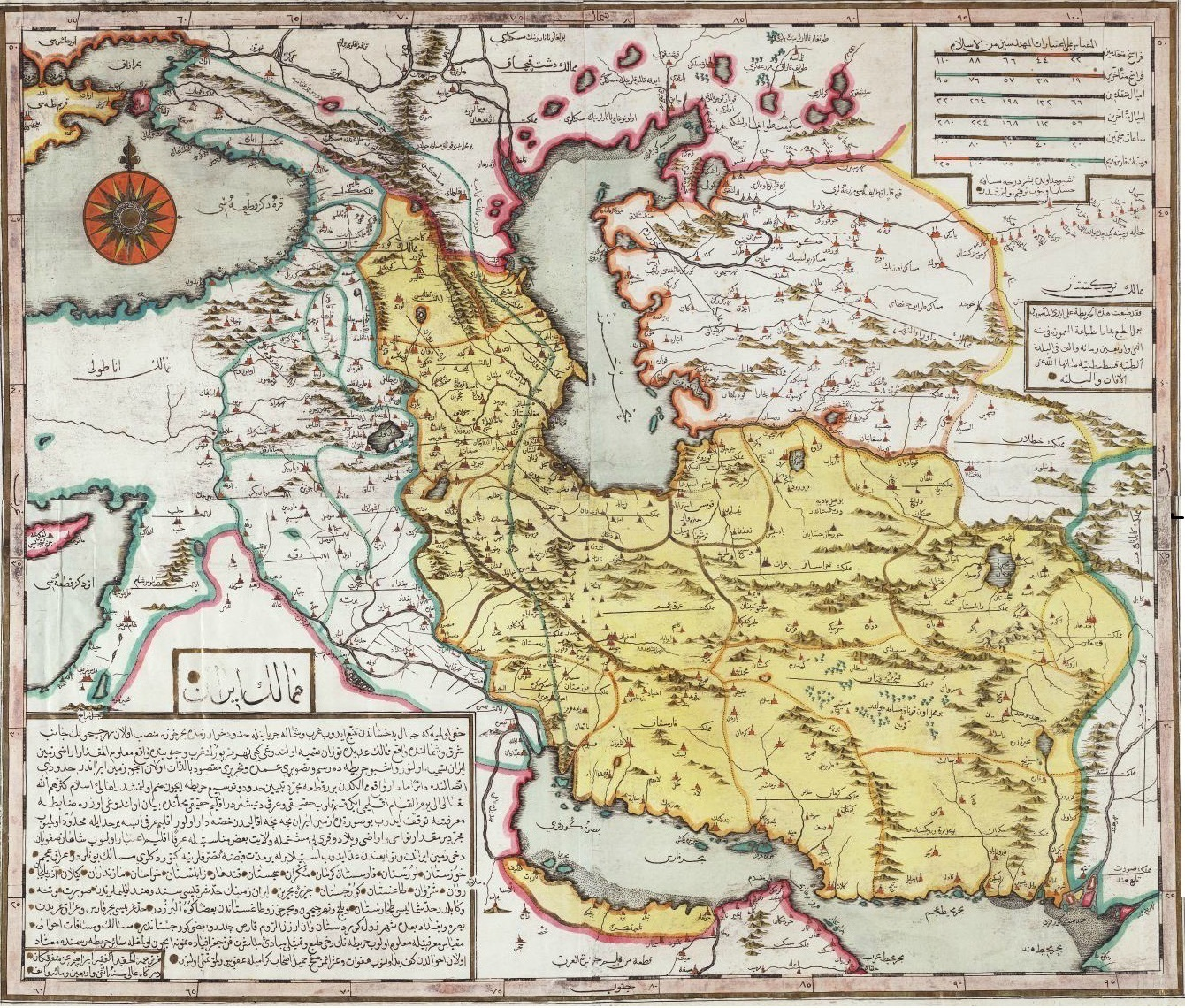
نقشه ایران از ابراهیم متفرقه که در اواخر حکومت صفویان می‌زیست؛ او در پایین، سمتِ چپِ نقشه، ممالک ایران را نام‌برده است.
نقشه‌ای از کاتب چلبی، جغرافی‌دانِ مقارن با صفویان که نقشهٔ ایران را کشیده و آن را با همین نام ایران شناخته است.
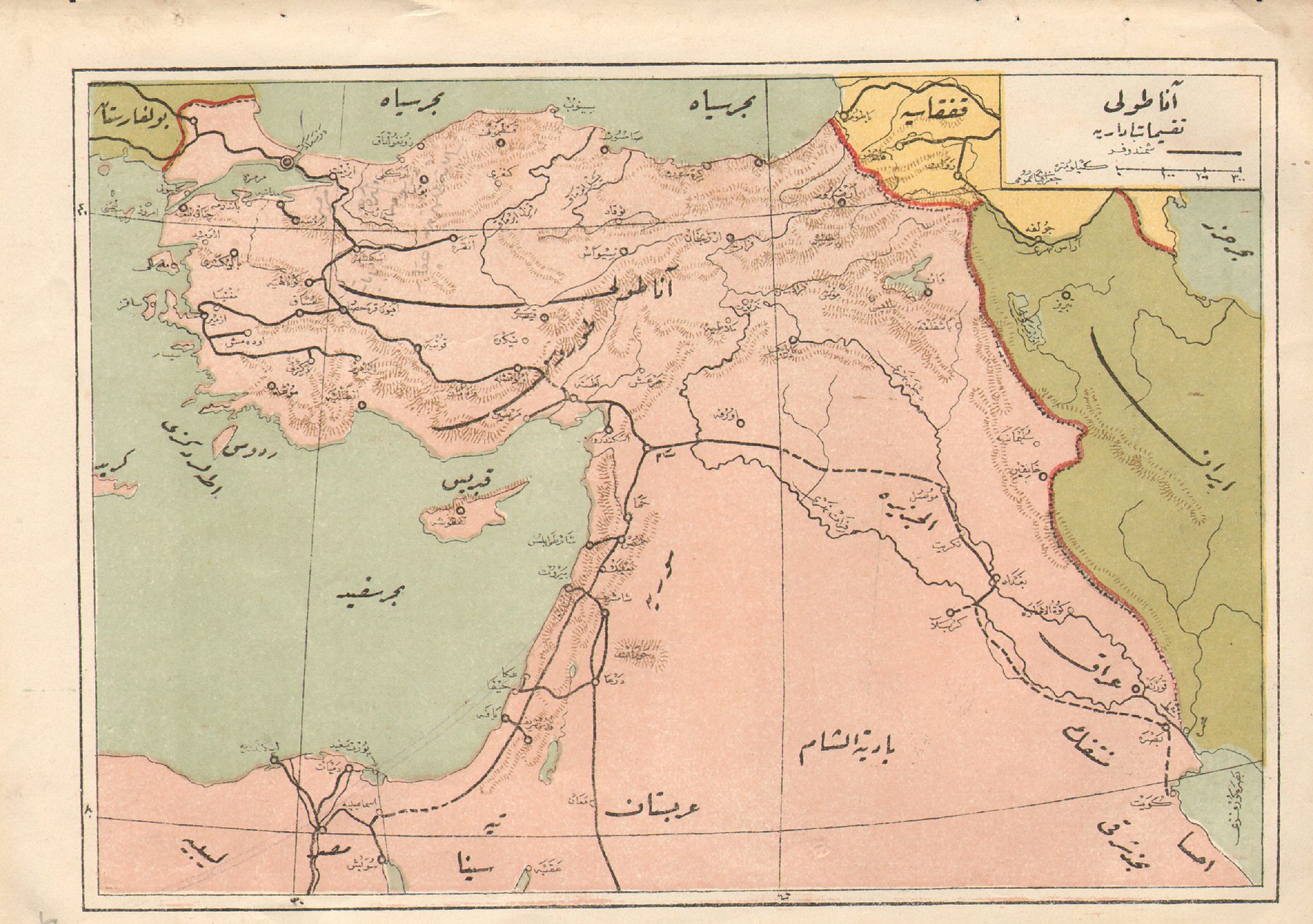
نقشه‌ای عثمانی از خط آهن حجاز(۱۹۰۰ تا ۱۹۰۸) که پیش از رسمی‌شدنِ درون‌نامِ ایران در غرب، شاملِ نامِ ایران برای کشور است.
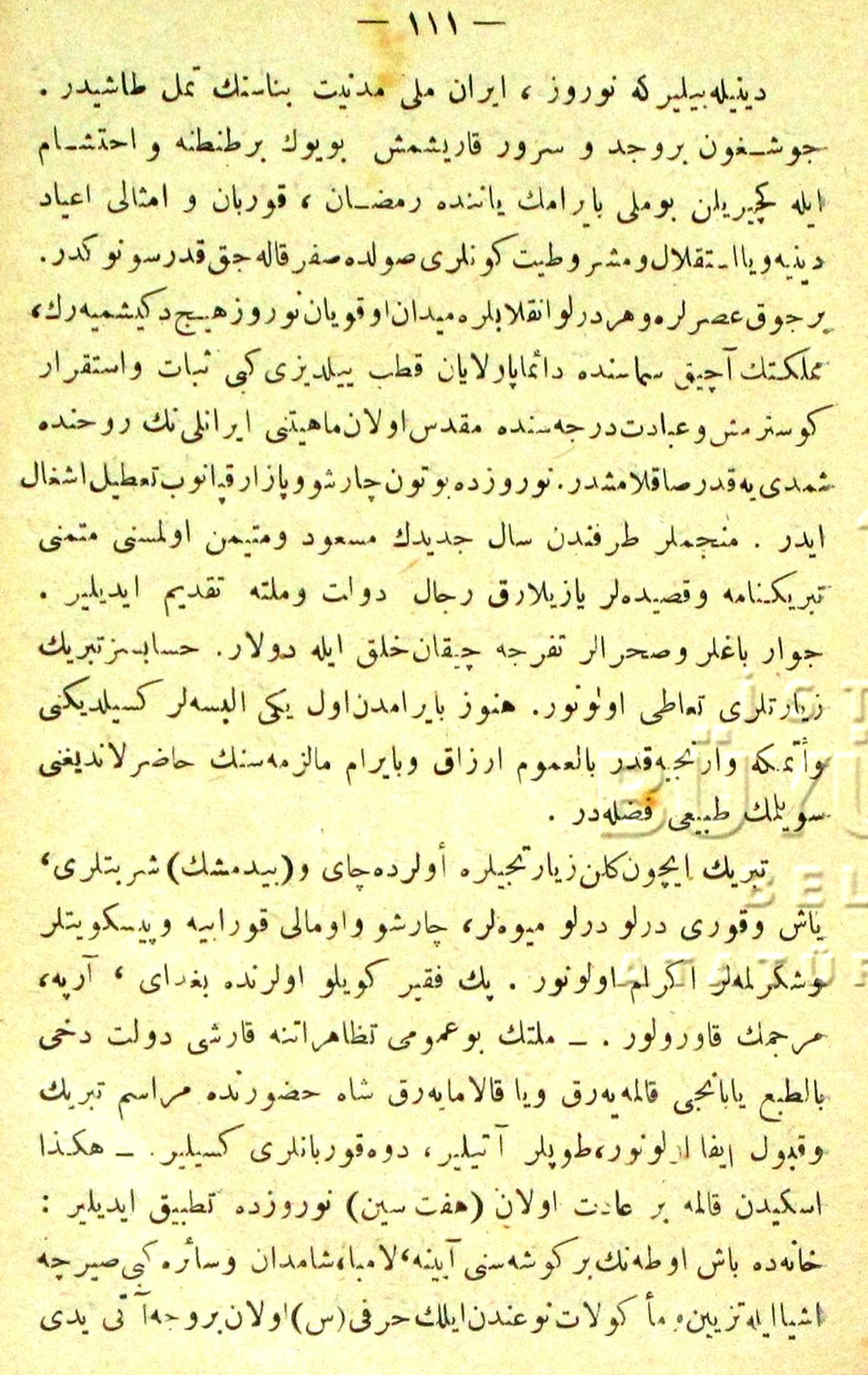
برگی از کتابِ «ایران» از دیپلماتِ عثمانی که پیش از رسمی‌شدنِ درون‌نامِ ایران برای کشور نوشته‌شده(۱۳۴۲قمری) و شاملِ نام ایران برای کشور است و نوروز را سنگِ بنایِ مدنیتِ ایران دانسته است و در ادامه به هفت‌سین اشاره می‌کند.
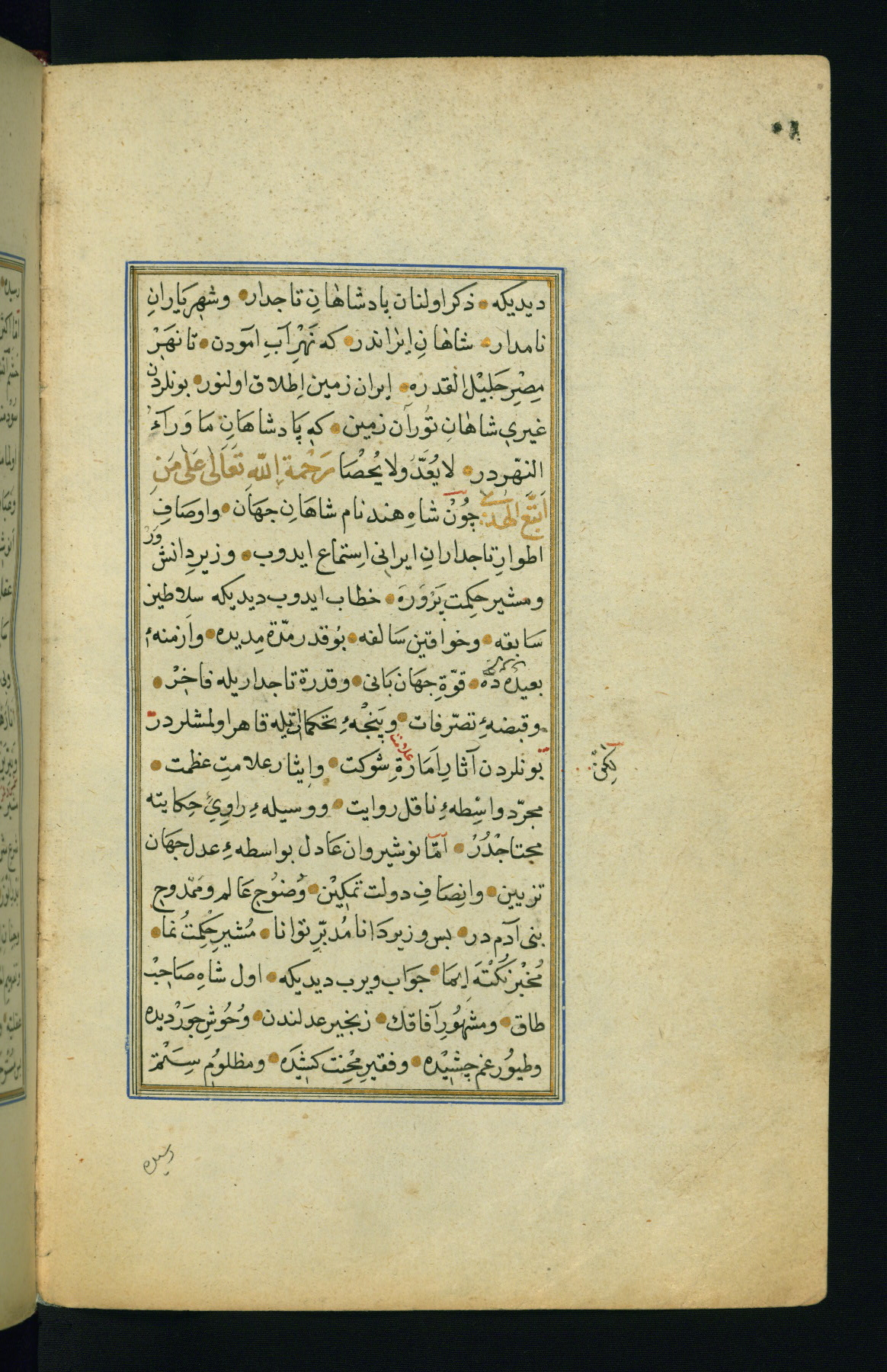
برگی از نسخهٔ ترکی کتاب سندبادنامه مربوط به قرن دهم قمری در بلاد عثمانی؛ ابتدا نام شاهان کیانی و پیشدادیِ ایران آورده‌شده و در این صفحه آنان را مربوط به ایران دانسته و مرزهای ایران را از آمودریا تا رود نیل دانسته است.
نام ایران(«ایران ممالکیٔ» به معنای «ممالکِ ایران») در نقشه‌ای عثمانی به سال ۱۲۸۸ خورشیدی

در ترکیه/عثمانیِ پیشاپهلوی، ایران با واژه‌های «بلاد عجم» و «عجمستان» نیز شناخته می‌شده است:

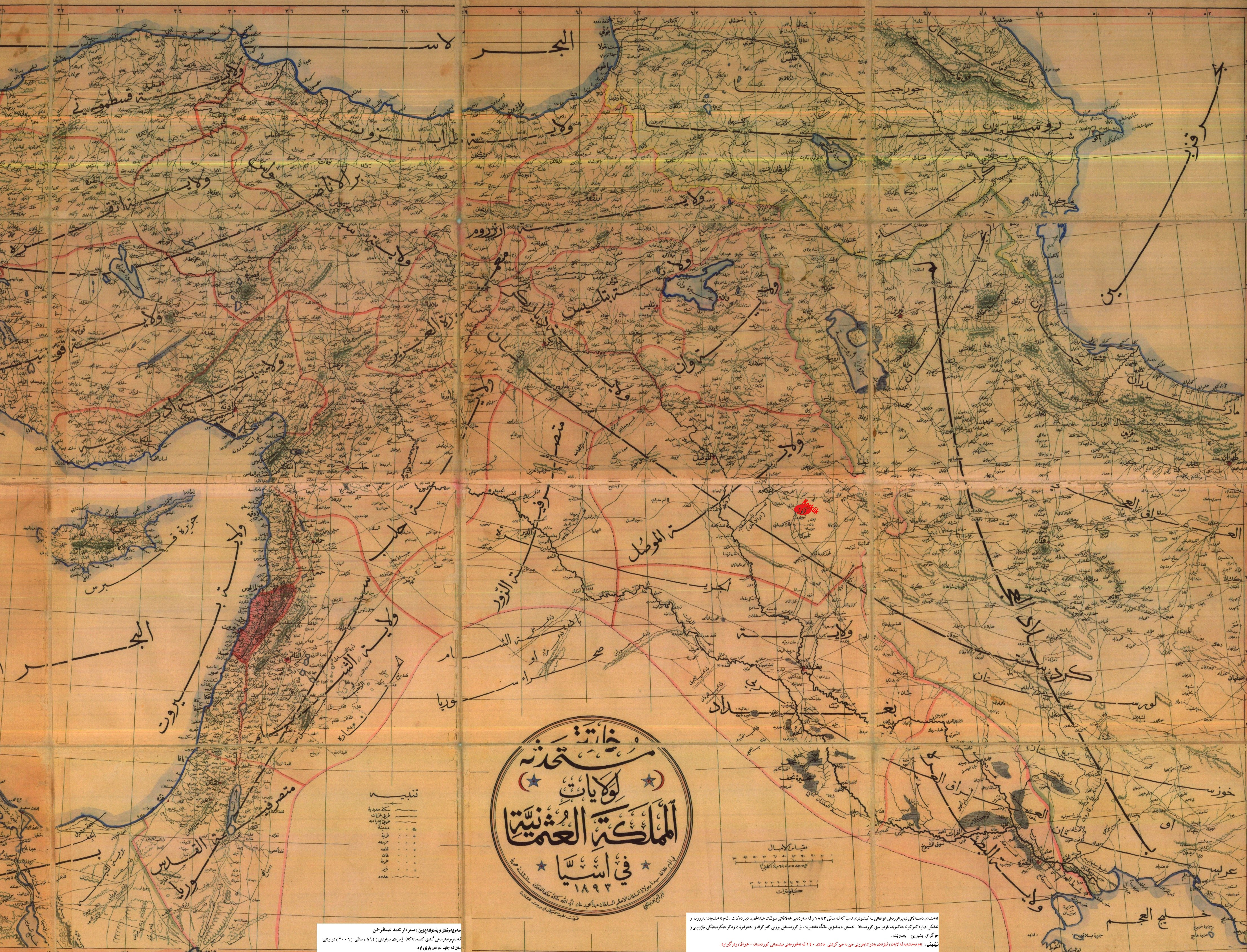
بلاد عجم در نقشه‌ای عثمانی به سال ۱۸۹۳
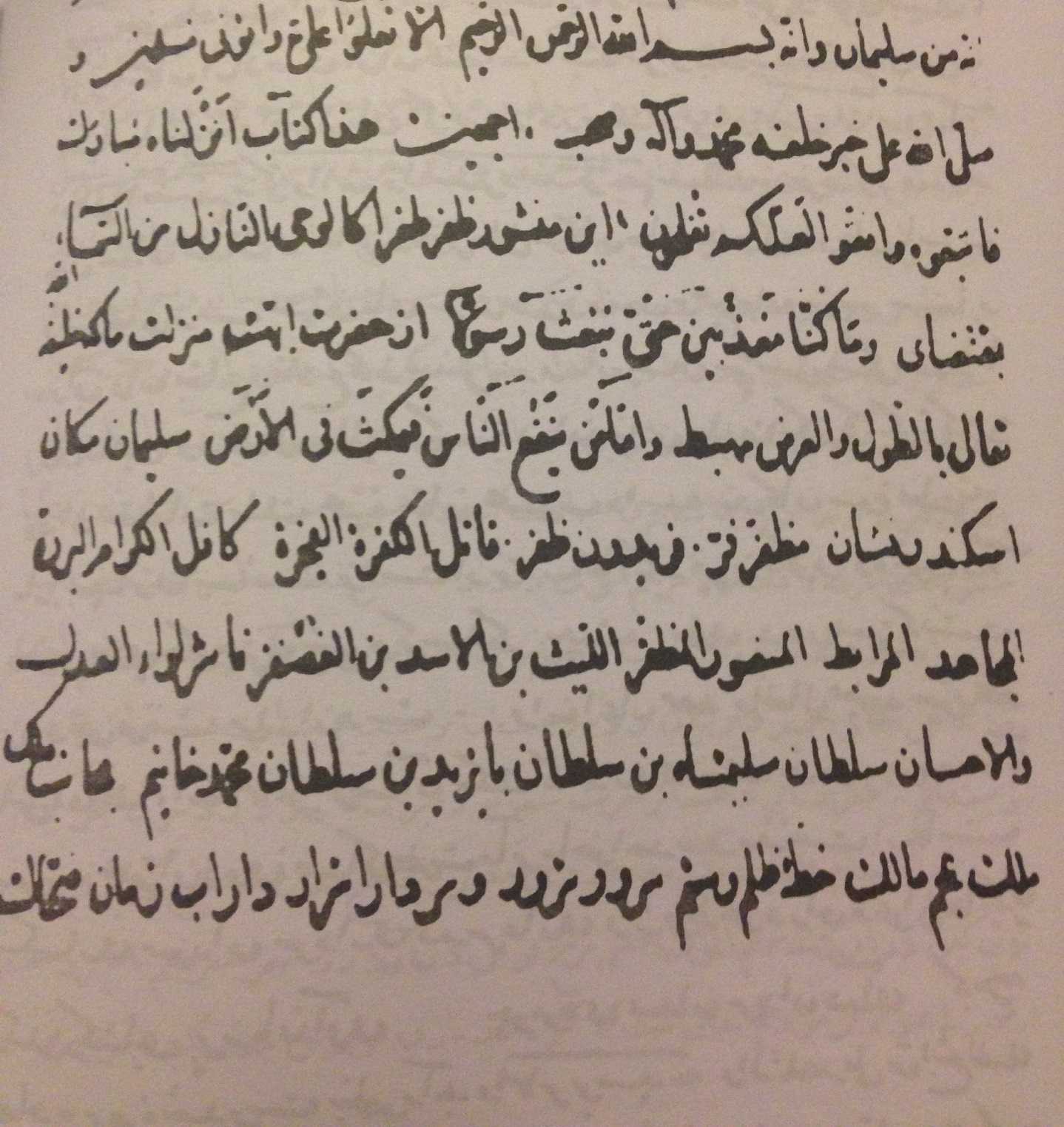
سلطان‌سلیمِ عثمانی در نامه‌اش، شاه‌اسماعیلِ صفوی را «مالکِ مُلکِ عجم» می‌نامد.

### درجمهوری آذربایجان
پیش از استقلال از شوروی

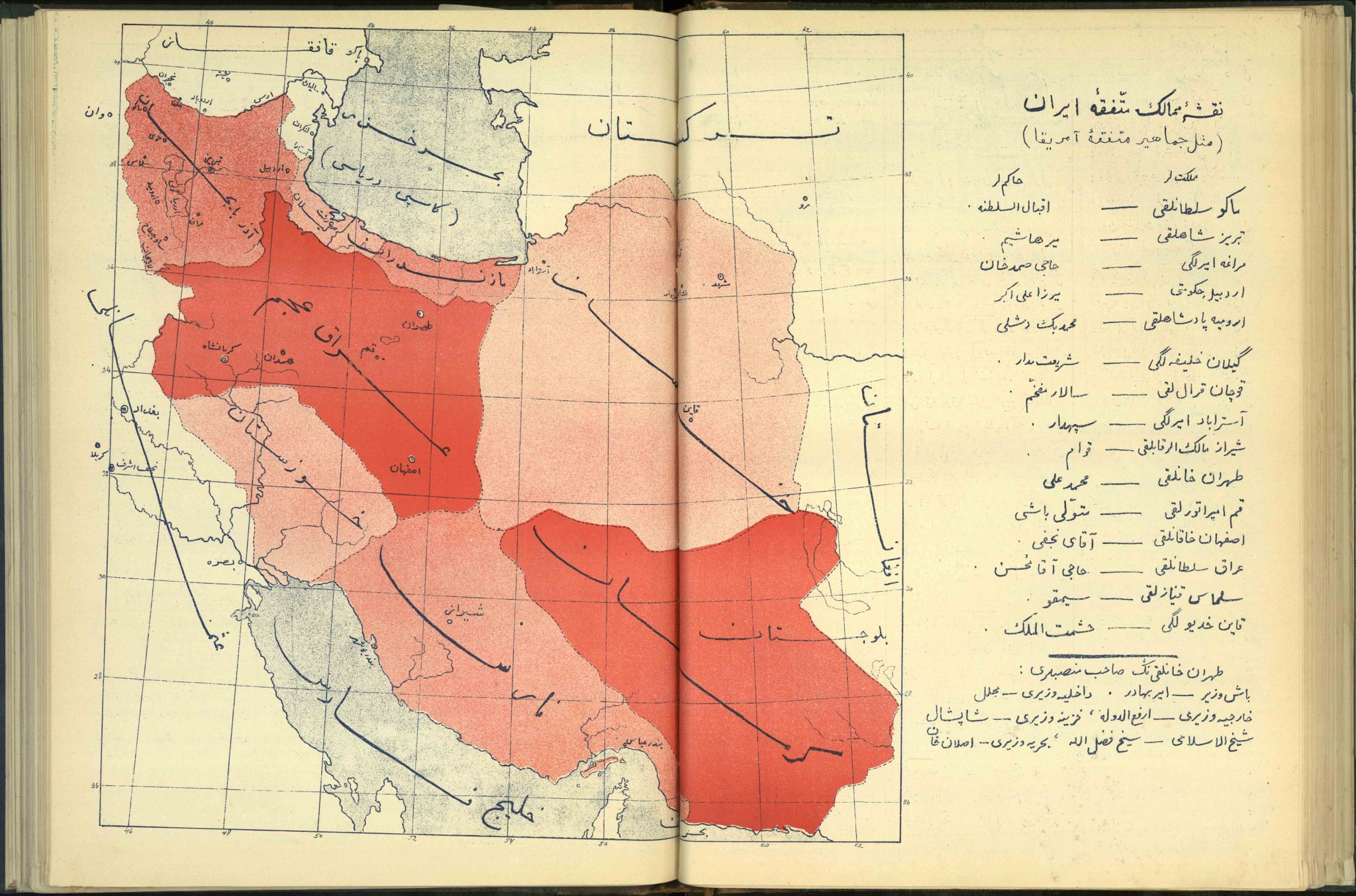
برگی از مجلهٔ ملانصرالدین در سال ۱۲۸۷ شمسی که نقشهٔ کشور را کشیده و آن را با واژهٔ ایران شناخته است.
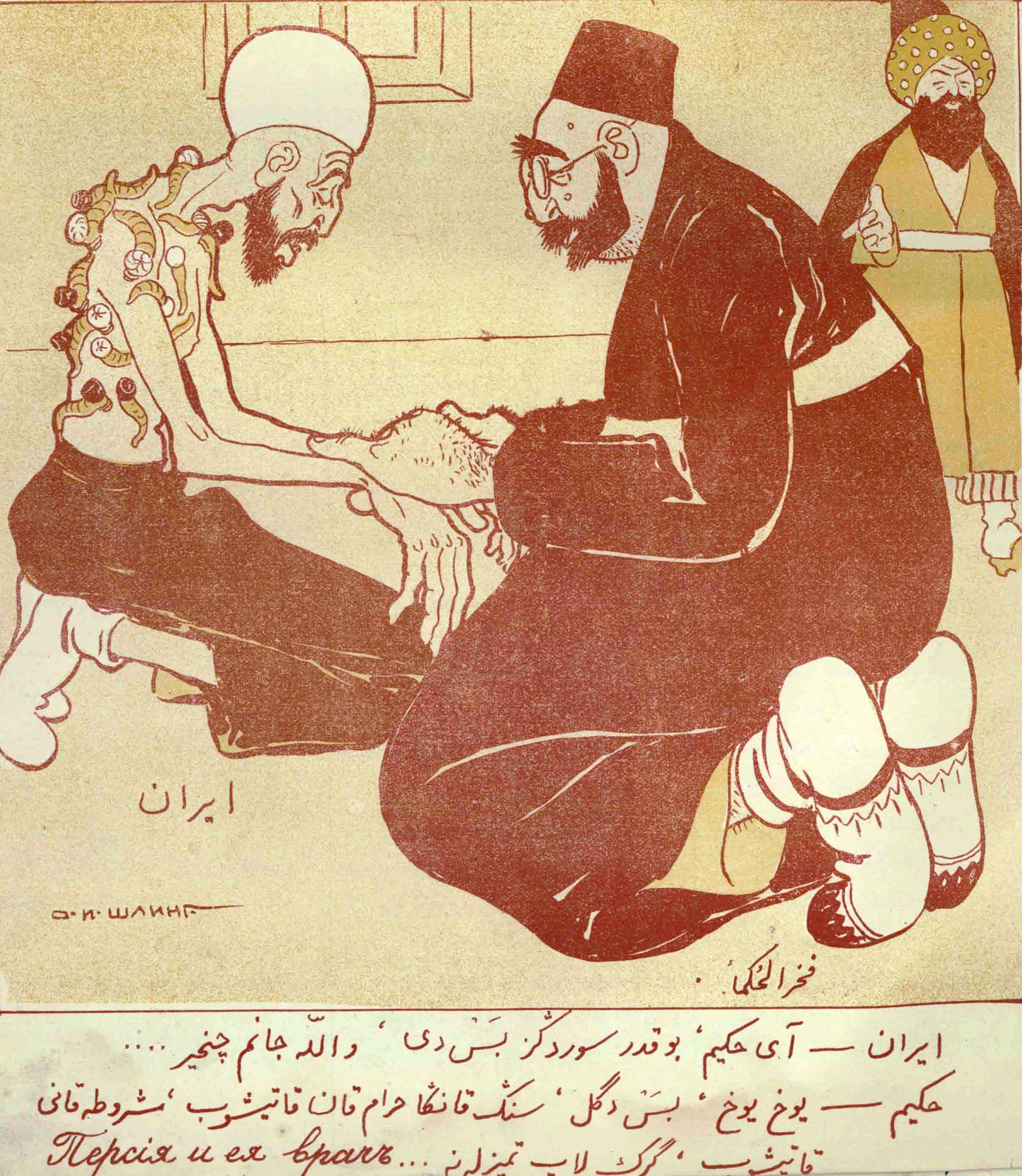
برگی از مجلهٔ ملانصرالدین که حکیمی را نشان می‌دهد که خونِ ایرانِ مشروطه را با زالو(شبیه آخوند) می‌مکد.(کنایه از مشروطه‌ستیزیِ روحانیانِ وقت.)
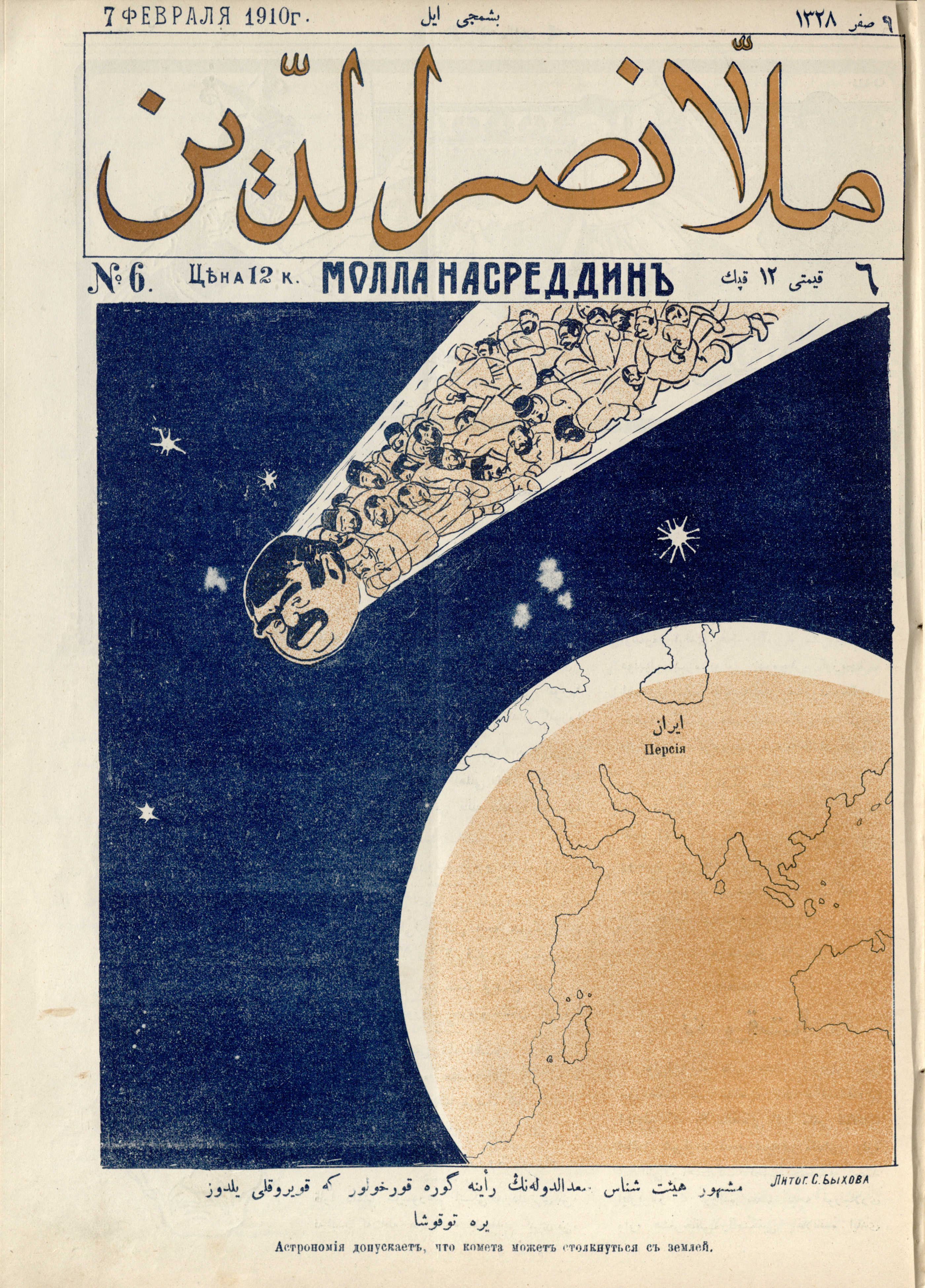
برگی از مجلهٔ ملانصرالدین که بر کرهٔ زمین، کشور را ایران نامیده است. زیر تصویر نوشته:"ستارهٔ وحشتناکی به زمین برخوردخواهدکرد. (محمدعلی‌شاهِ مشروطه‌ستیز را به شکل ستارهٔ دنباله‌دار کشیده است.)

پس از استقلال از شوروی
محمدامین رسول‌زاده، نخستین رئیس‌جمهور جمهوری آذربایجان در سرتاسر کتابش (با نام جمهوری آذربایجان) از واژهٔ ایران برای معرفی کشور استفاده‌کرده و عباراتی مانند ایرانی و فرهنگ ایرانی نیز در کتابش دیده‌می‌شوند.

### در هندوستان

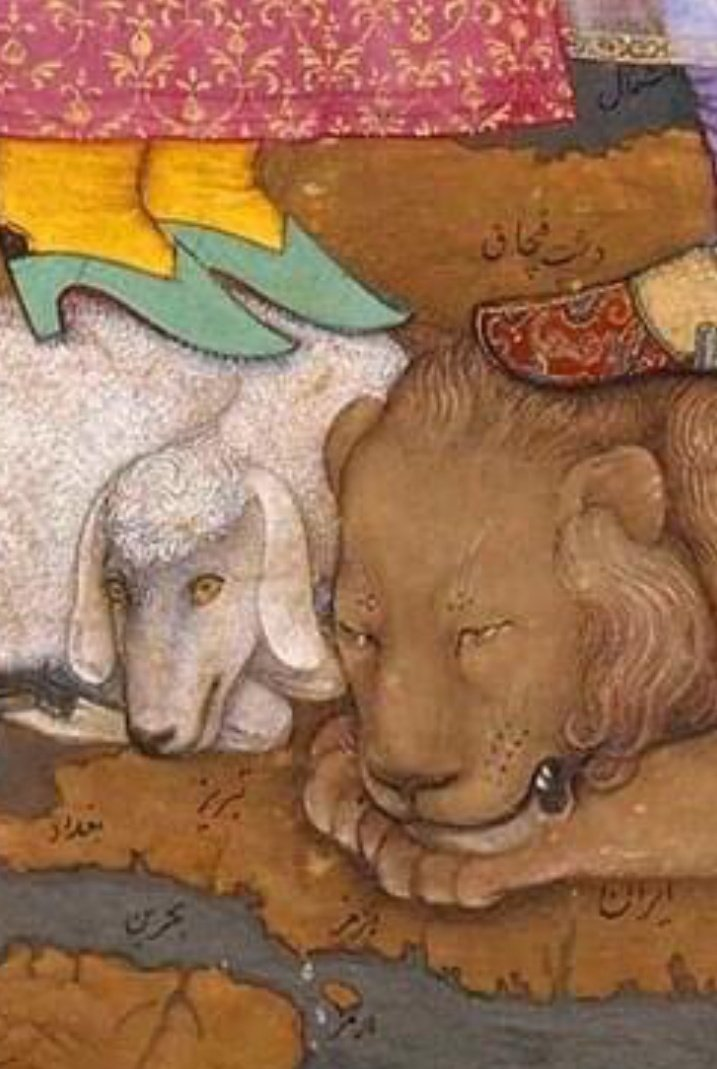
بخشی از نقاشی نادرزمان، که از جهانگیرشاهِ هندی و شاه‌عباس صفوی کشیده است و در آن، کشور را ایران نامیده است.

### در چین
منابع چینی، ساسانیان را با نام بُسی شناخته‌اند که ریشه‌اش واژهٔ پارسی است.
همچنین ژانگ چیان، مورخ سلسله هان، اشکانیان را با عنوان آن‌هسی یاد می‌کند و حدودش را از میان‌رودان تا گرگان می‌داند.
پس از حملهٔ اعراب و پس از آن، عرب‌ها و مسلمانان و مردم فلات ایران، تاشی خوانده‌شده‌اند که ریشه در واژهٔ تازی دارد.

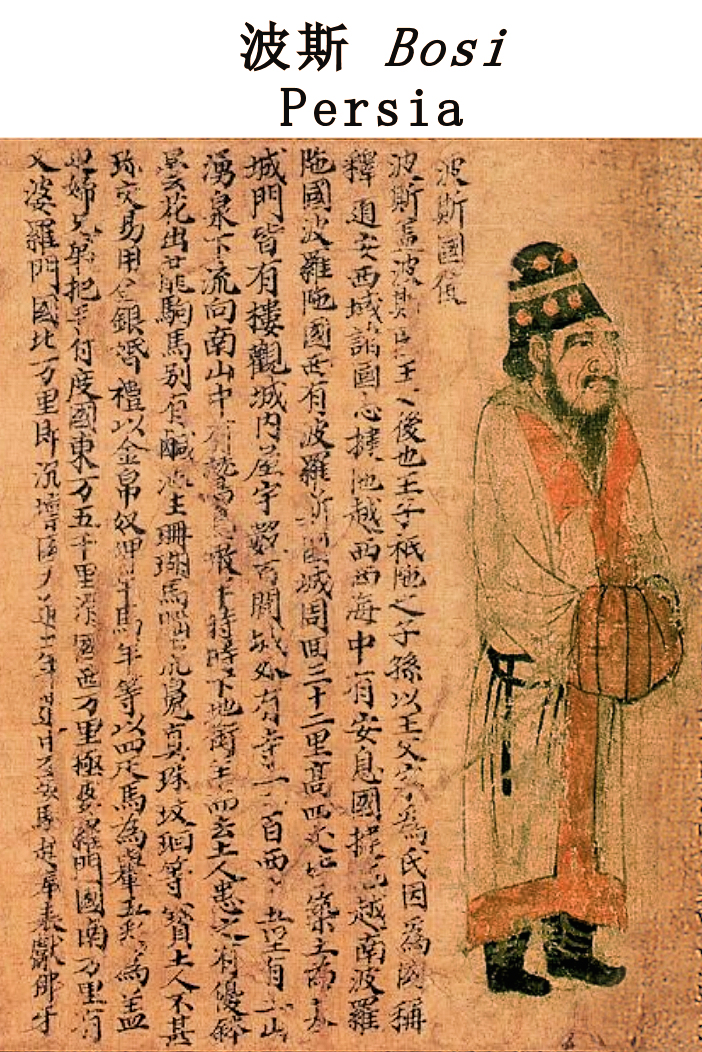
شرح حضور سفیر ایران در دربارِ امپراتور یوان لیانگ و نام‌بردن از ایران(بُسی) در پایتخت امپراتور، شهرِ جیانگ‌ژو.

### در ژاپن

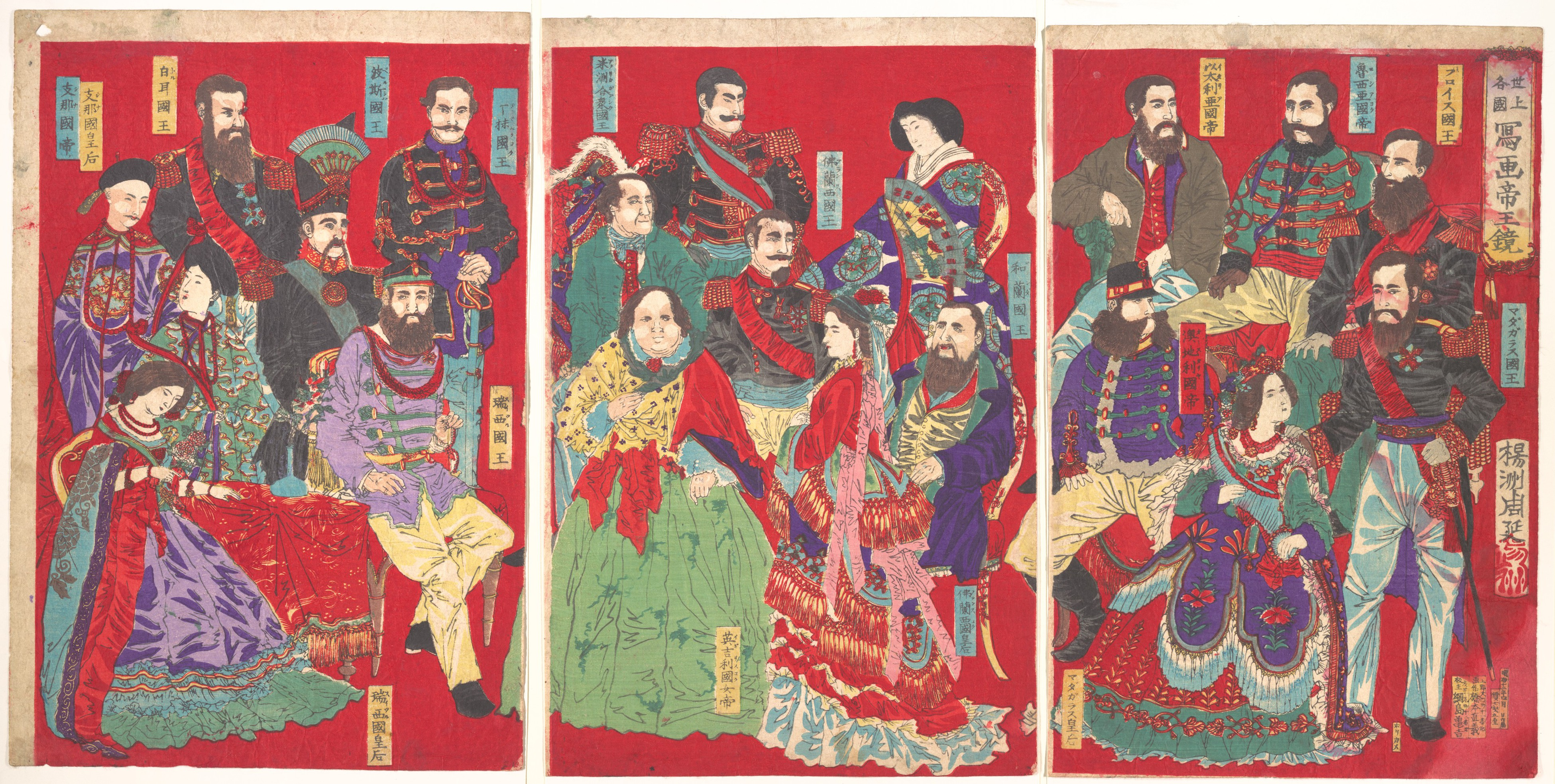
نقاشی چاپ چوبیِ سه‌لَته‌ای با عنوان «آینهٔ تمثال همهٔ شاهان جهان» اثر تویوهارا چیکانوبو در سال ۱۲۵۸ هجری شمسی. در لتهٔ سمت چپ، ناصرالدین‌شاه و عبارت «پادشاه پرشیا»(波斯國王)(پِروشا کُکواُ) دیده می‌شود.